# FC Baia Mare
Fotbal Club Baia Mare, cunoscut sub numele de FC Baia Mare, este un club de fotbal profesionist din Baia Mare, România, care evoluează în prezent în Liga a IV-a Maramureș. Culorile oficiale ale clubului sunt galben și albastru.
Echipa Fotbal Club Baia Mare a fost fondată in anul 1896, aceasta a evoluat timp de zece sezoane în prima ligă a României, ultima dată în 1995. În august 1978 echipa Fotbal Club Baia Mare dispută un meci amical la Constanța, pe "Stadionul Farul" în fața unei asistențe de 25.000 de spectatori împotriva echipei naționale de fotbal a România  pe care o învinge cu scorul de  3 - 1. In vara anului 1982 echipa Fotbal Club Baia Mare dispută un meci amical la Firenze pe "Stadionul Artemio Franchi" cu formația italiană AC Fiorentina, pe care o învinge cu scorul 3-1. În sezonul 1982-1983, echipa Fotbal Club Baia Mare  a participat pentru prima dată in cupele europene. In primul tur din Cupa Cupelor a întâlnit formația spaniolă Real Madrid, echipa Fotbal Club Baia Mare  a avut o prestație remarcabilă in ambele meciuri disputate, 0-0 la Baia Mare pe "Stadionul 23 August" si 2-5 la Madrid pe stadionul Santiago Bernabéu pentru Real Madrid. Echipa Fotbal Club Baia Mare a fost finalistă de două ori în Cupa României, prima dată in anul 1959 iar a doua oară în anul 1982 ambele finale pierdute împotriva echipei Dinamo București.  În anul 1993 echipa ajunge în semifinale. În vara anului 2001 echipa Fotbal Club Baia Mare câștigă barajul de promovare, in prima ligă a României împotriva echipei Foresta Suceava. La scurt timp după promovarea obținută conducerea clubului băimărean vinde locul din prima ligă a României echipei FCM Bacău.  În 2010, clubul s-a desființat din cauza datoriilor financiare. Echipa a fost reînființată în vara anului 2025 la inițiativa fostului jucător Jean Prunescu.

## Cronologia denumirilor
FOTBAL CLUB BAIA MARE
- Football Club Baia Mare 1896 -  Înființată
- Football Club Baia Mare 1903 -  Atestată
- Football Club Baia Mare (1896 - 1912)
- Nagybányai Sport Egylet (Club Sportiv Baia Mare) ( 1912 - 1923)
- Phoenix Baia Mare (1923 - 1930)
- Fotbal Club Carpați Baia Mare (1930 - 1940)
- Nagybányai Sport Egylet (1940 - 1946)
- Minaur Baia Mare (1946 - 1950)
- Metalul Baia Mare (1950 - 1956)
- Energia Baia Mare (1956 - 1957)
- Minerul Baia Mare (1957 - 1958)
- Minaur Baia Mare (1958 - 1962)
- Minerul Baia Mare (1962 - 1975)
- Fotbal Club Baia Mare (1975 - 1985)
- Fotbal Club Maramureș Baia Mare (1985 - 1998)
- Fotbal Club Baia Mare (1998 -  2010, 2025 - prezent)

## Istorie

### Football Club Baia Mare
În anul 1896 unul din fondatorii Școlii de pictură din Baia Mare,austriacul Carl Freund, vine de la München și se stabilește la Baia Mare, aducând cu el o minge de fotbal. În 1898, apar informații documentare care afirmă că, în Baia Mare este adusă prima minge de fotbal de către englezul George Johnson, angajat al Direcției Minelor. În perioada 1896  austriacul Carl Freund și englezul George Johnson, inițiază și organizează un grup de tinerii, formând împreună, prima echipă de fotbal din Baia Mare.
Încă din anul 1896  de la înființarea echipei, aceasta se antrena și juca fotbal pe Câmpul Tineretului. În anii 1896 - 1898 arena de fotbal din Baia Mare,era una rudimentală cu tribune din lemn și vestiare  amplasate în  apropiere.
În 1 iunie 1903 este consemnat oficial prima atestare a echipei de fotbal “Fotbal Club Baia Mare“, deoarece exista un club de fotbal în  Baia Mare cu acest nume, iar în ziarul “Nágybanya” s-au relatat articole despre echipă.
La începutul anului 1901, inginerul Friederich Windett, care era un fost fotbalist de marcă al clubului Budapesta Torna Club, se mută în Baia Mare și dorește să continue să practice fotbalul în noul său oraș. În primăvara anului 1901, Friederich Windett începe să învețe  tineri de la Gemnaziului de Stat din Baia Mare, pentru a joaca fotbal la echipa înființată din oraș, însă directorul școlii se opune, și chiar interzice practicarea fotbalului în școala sa. Decizia directorului a stârnit revolta băimărenilor, care protestează și trimit un memoriu semnat de 500 de persoane la Ministerul Educației de la Budapesta, împotriva directorului. În data de 5 mai 1901 în ziarul “Nágybanya” se relatează pe larg despre acest eveniment.
În 1901 este organizat la Baia Mare, primul joc de fotbal, pe Stadionul Orășenesc amplasat pe Câmpul Tineretului nr 1.
Profesorul Paul P. Roka, este acreditat unul din coordonatori a primului club de fotbal din Baia Mare, care se chema „Fotbal Club Baia Mare”. În 31 iulie 1903 echipa “Fotbal Club Baia Mare“ a disputat primul meci de fotbal, împotriva echipei Șepcilor alb-albastre. În data de 20 august 1903 în ziarul “Nágybanya” se relatează invitația, azi după masă la ora 17:00 pe Arena Orașului, echipa locală de fotbal “Fotbal Club Baia Mare“ va susține un meci de fotbal.

### Participarea în campionatul districtual maghiar de fotbal 1896 - 1920.
În perioada 1896 - 1920 echipa “Fotbal Club Baia Mare“ dispută meciuri în campionat districtual, regiunea Maramureș.
În 18 aprilie 1912, echipa de fotbal din Baia Mare, a fost recunoscută oficial de către  Ministerul de Interne.
În  1 iunie 1912, echipa de fotbal, își schimbă denumirea în “Club Sportiv Baia Mare“, prescurtat (C.S.B.)

### Campionatul Regional de Fotbal al României 1920 - 1934.
În 1920 în cadrul Federației Societăților Sportive din România (FSSR) se introduce sistemul campionatelor naționale.
În perioada 1920 - 1934 echipa  dispută meciuri în Campionatul Regional de Fotbal al României, făcând parte din districtul NORD.
În luna iulie 1920 are loc meciul de fotbal între echipele “Club Sportiv Baia Mare“ (C.S.B.) și Club Sportiv Baia Sprie scor 0 - 0.
În octombrie 1920, echipa “Club Sportiv Baia Mare“ (C.S.B.), a fost primită în rândul membrilor regionalei Liga de Nord, în cadrul Federației Societăților Sportive din România (FSSR).
Pentru Baia Mare devenea tot mai evident necesitatea construiri unui stadion modern pentru susținerea sportului.
Campionatul Regional de Fotbal al României 1920 - 1921.
- Liga de Nord - seria Oradea:
- Club Sportiv Baia Mare; Club Atletic Oradea; Olimpia Satu Mare; Stăruința Oradea; Înțelegerea Oradea; S.S Oradea; B.A.C. Baia Sprie.

Campionatul Regional de Fotbal al României 1921 - 1922.
- Liga de Nord - seria Oradea /Satu Mare:
- Club Sportiv Baia Mare; Stăruința Oradea; Club Atletic Oradea; Înțelegerea Oradea; S.E. Satu Mare; S.C. Salonta; Bihorul Oradea; A.C. Carei; Stăruința Satu Mare.
- Altfel în anul 1922 au început lucrările noului stadion de fotbal cu capacitatea de 20.000 mii de locuiri.[38]

Campionatul Regional de Fotbal al României 1922 - 1923.
- Liga de Nord - seria Oradea /Satu Mare:
- Club Sportiv Baia Mare; Stăruința Oradea; Club Atletic Oradea; Înțelegerea Oradea; S.E. Satu Mare; S.C. Salonta; Bihorul Oradea; A.C. Carei; Maccabi Oradea.
- În 9 aprilie 1923 se inaugurează, pe actualul amplasament, stadionul de fotbal, cu meciul din campionat între Club Sportiv Baia Mare (C.S.B.) - Stăruința Oradea, scor 0-1.[22]

Campionatul Regional de Fotbal al României 1923 - 1924.
- Liga de Nord - seria Oradea /Satu Mare:
- Club Sportiv Baia Mare; Club Atletic Oradea; Stăruința Oradea; S.C. Salonta; S.E. Satu Mare; Bihorul Oradea; Înțelegerea Oradea; Stăruința Satu Mare; Maccabi Oradea.
- În 1923 echipa Club Sportiv Baia Mare a fuzionat prin absorbție cu echipa nou înființată Phoenix Baia Mare, iar echipa activează o perioadă sub numele Phoenix CSB.

Campionatul Regional de Fotbal al României 1924 - 1925.
- Liga de Nord - seria Oradea /Satu Mare:
- Club Sportiv Baia Mare; Club Atletic Oradea; Stăruința Oradea; S.E. Satu Mare; Bihorul Oradea; Stăruința Satu Mare; S.C. Salonta; Înțelegerea Oradea; Samson Sighet Marmației.

Campionatul Regional de Fotbal al României 1925 - 1926.
- Liga de Nord - seria Maramureș:
- Club Sportiv Baia Mare; Olimpia Satu Mare; S.C. Satu Mare; Stăruința Satu Mare; Victoria Carei; Samson Sighet Marmației; S.S. Sighet Marmației; Bar Kochba Satu Mare.

Campionatul Regional de Fotbal al României 1926 - 1927.
- Liga de Nord - seria Satu Mare:
- Club Sportiv Baia Mare; Olimpia Satu Mare; Stăruința Satu Mare; S.C. Satu Mare; S.S. Sighet Marmației; Bar Kochba Satu Mare; S.C. Baia Sprie.

Campionatul Regional de Fotbal al României 1927 - 1928.
- Liga de Nord - seria Satu Mare:
- Club Sportiv Baia Mare; Olimpia Satu Mare; Stăruința Satu Mare; S.C. Satu Mare; S.S. Sighet Marmației; Bar Kochba Satu Mare; S.C. Baia Sprie; Tricolor Baia Mare.

Campionatul Regional de Fotbal al României 1928 - 1929.
- Liga de Nord - seria Satu Mare:
- Club Sportiv Baia Mare; Stăruința Satu Mare; Olimpia Satu Mare; S.C. Satu Mare; S.S. Sighet Marmației; Bar Kochba Satu Mare; S.C. Baia Sprie; Unirea Satu Mare; Tricolor Baia Mare.

Campionatul Regional de Fotbal al României 1929 - 1930.
- Liga de Nord - seria Maramureș:
- Club Sportiv Baia Mare; Stăruința Satu Mare; Olimpia Satu Mare; S.C. Satu Mare; S.S. Sighet Marmației; Bar Kochba Satu Mare; S.C. Baia Sprie; Victoria Carei; Tricolor Baia Mare.

Campionatul Regional de Fotbal al României 1930 - 1931.
- Liga de Nord - seria Maramureș:
- Club Sportiv Baia Mare; Stăruința Satu Mare; Olimpia Satu Mare; Victoria Carei; S.C. Satu Mare; S.C. Sighet Marmației; Tricolor Baia Mare; Bar Kochba Satu Mare.
- În  sezonul 1930 - 1931 al Campionatul Regional de Fotbal al României a Ligi de Nord, seria Maramureș  echipa Club Sportiv Baia Mare are o evoluție modestă, terminând campionatul pe locul 6,adunând 9 de puncte  din 8 meciuri disputate, obținând 4 victorii, 1 egaluri și 3 înfrângeri, marcând 7 goluri și primind 6 goluri, cu un golaveraj de −1 gol.
- S-au disputat doar 8 meciuri din totalu  de 16 meciuri.

Meci Amical Internațional 1931.
- În 21.06.1931 are loc primul meci de fotbal cu caracter internațional între FC Carpați Baia Mare - Debrecen Vasutas Sport Club (Ungaria)  scor 1 - 4.

Campionatul Regional de Fotbal al României 1931 - 1932.
- Liga de Nord - seria Maramureș:
- Club Sportiv Baia Mare, Olimpia Satu Mare, Stăruința Satu Mare, Victoria Carei, S.C. Satu Mare, S.C. Sighet Marmației, Tricolor Baia Mare, Bar Kochba Satu Mare.
- În  sezonul 1931 - 1932 al Campionatul Regional de Fotbal al României a Ligi de Nord, seria Maramureș echipa Club Sportiv Baia Mare are o evoluție modestă, terminând campionatul pe locul 6,adunând 13 de puncte  din 16 meciuri disputate, obținând 4 victorii, 5 egaluri și 7 înfrângeri, marcând 11 goluri și primind 23 goluri, cu un golaveraj de −12 gol.

Campionatul Regional de Fotbal al României 1932 - 1933.
- Liga de Nord - seria Maramureș:
- Club Sportiv Baia Mare; S.C. Sighet Marmației; Tricolor Baia Mare; Minerul Cavnic; Minerul Baia Sprie.

Campionatul Regional de Fotbal al României 1933 - 1934.
- Liga de Nord - seria Maramureș:
- Club Sportiv Baia Mare; S.C. Sighet Marmației; Tricolor Baia Mare; Minerul Cavnic; Minerul Baia Sprie.

Meci Amical Internațional 1934.
- În 1934 are loc primul succes internațional al echipei FC Carpați Baia Mare - Hakoah Viena (Austria) scor 1 - 0.

Cupa României 1933 - 1934.
- 01.04.1934 în șaisprezecimile Cupei României, disputată la Târgul Mureș pe "Stadionul Municipal" între: FC Carpați Baia Mare - Mureșul Târgul Mureș scor 4 - 2.
- 29.04.1934 în optimile Cupei României, disputată la Baia Mare pe "Stadionul Municipal" între: FC Carpați Baia Mare - Tricolor Ploiești scor 11 -0.
- 17.05.1934 în sferturi de finală a Cupei României, disputată la Arad pe "Stadionul Francisc Neuman", echipa FC Carpați Baia Mare - Amefa Arad scor 0 -1.

### Divizia B 1934 - 1937.
Divizia B 1934 - 1935.
- În 1934 - 1935 are loc prima ediție a Divizia B, unde participă și echipa FC Carpați Baia Mare.
- Echipa FC Carpați Baia Mare, stabilește un record în fotbalul din România, câștigând toate cele 14 meciuri din campionat.
- În sezonul 1934 - 1935 al Diviziei B, Seria III echipa FC Carpați Baia Mare are o evoluție formidabilă, terminând campionatul pe locul 1,devenind campioană cu 28 puncte  din 14 meciuri disputate, obținând 14 victorii,  marcând 63 goluri și primind 14 goluri, cu un golaveraj de +49 goluri.
- În 1935 echipa termină sezonul pe locul 1 obținând titlul de campioană.
- Echipa câștigă toate meciurile din  sezonul competițional 1934 - 1935 stabilind un record pentru campionatul României.
- FC Baia Mare fiind și singura echipă din România care a reușit acest lucru.
- În  Play  Off pentru promovare în Divizia A echipa se clasează pe locul 2 în grupă cu un total de 11 puncte, din 8 meciuri disputate, obținând  4 victorii, 3  egal, și 1 înfrângeri, marcând 21 goluri și primind 13 goluri, cu un golaveraj de +8 goluri.

Cupa României 1934 - 1935. 
- 24.03.1935, în șaisprezecimile Cupei României, disputată la Brăila pe "Stadionul Municipal" între: FC Carpați Baia Mare - Dacia Unirea Brăila scor 3 - 2.
- 07.04.1935 în optimile Cupei României, disputată la Baia Mare pe "Stadionul 23 August" între: FC Carpați Baia Mare - Clubul Atletic Timișoara scor 1 - 0.
- 23.04.1935 în sferturi de finală Cupei României, disputată la București pe "Stadionul Giulești" între: FC Carpați Baia Mare - Rapid București scor 2 - 4.

Divizia B 1935 - 1936.
- În  sezonul 1935 - 1936 al Diviziei B, Seria III echipa FC Carpați Baia Mare are o evoluție excelentă, terminând campionatul pe locul 1,devenind campioană cu 25 puncte  din 14 meciuri disputate, obținând 11 victorii, 3 egaluri, marcând 47 goluri și primind 14 goluri, cu un golaveraj de +33 goluri.
- În 1936 echipa termină sezonul pe locul 1 obținând titlul de campioană.
- În primele două sezoane din Divizia B echipe FC Carpați Baia Mare nu pierde nici un meci în campionat.
- În  Play  Off pentru promovare în Divizia A echipa se clasează pe locul 2 în grupă cu un total de 11 puncte, din 8 meciuri disputate, obținând  5 victorii, 1 egal, și 2 înfrângeri, marcând 30 goluri și primind 17 goluri, cu un golaveraj de +13 goluri.

Cupa României 1935 - 1936. 
- 22.03.1936, în șaisprezecimile Cupei României, disputată la Iași pe "Stadionul Municipal" între: FC Carpați Baia Mare - Textila Moldova Iași scor 3 - 1.
- 05.04.1936 în optimile Cupei României, disputată la Baia Mare pe "Stadionul Municipal" între: FC Carpați Baia Mare - Unirea Tricolor București scor 0 - 2.

Divizia B 1936 - 1937. 
- În sezonul 1936 - 1937 al Diviziei B, Seria III echipa FC Carpați Baia Mare are o evoluție excelentă, terminând campionatul pe locul 1,devenind campioană cu 36 puncte  din 24 meciuri disputate, obținând 16 victorii, 4 egaluri,4 înfrângeri, marcând 75 goluri și primind 24 goluri, cu un golaveraj de + 51 goluri.
- În 1937 echipa termină sezonul pe locul 1 obținând titlul de campioană a Divizia B, Seria Vest, și obține prima promovare din istorie pe prima scenă a fotbalului românesc.

Cupa României 1936 - 1937.
- 21.03.1937, în șaisprezecimile Cupei României, disputată la Baia Mare pe "Stadionul Municipal" între: FC Carpați Baia Mare - Juventus București scor 1 - 2 după prelungiri.

### Divizia A 1937 - 1940.
Divizia A 1937 - 1938.
- În  sezonul 1937 - 1938 al Diviziei A, echipa FC Carpați Baia Mare are o evoluție bună, terminând campionatul pe locul 5 cu 20 puncte  din 18 meciuri disputate, obținând 9 victorii, 2 egaluri,7 înfrângeri, marcând 30 goluri și primind 30 goluri, cu un golaveraj de 0 goluri.
- În 1937 joacă primul meci, obținând și prima victorie în Divizia A.  FC  Carpați Baia Mare -  Jiul Petroșani scor  4 - 0.
- În sezonului 1937 - 1938 echipa FC Carpați Baia Mare din cele 9 meciuri disputate acasă a adunat: 15 puncte obținând 7 victorii, 1 egal și 1 înfrângere.
- În sezonului 1937 - 1938 echipa FC Carpați Baia Mare din cele 9 meciuri disputate a adunat: 5 puncte, obținând 2 victorii, 1 egal și 6 înfrângeri.
- Echipa FC Carpați Baia Mare a reușit 6 etape fără înfrângere pe propriul stadion, obținând 5 victorii consecutive și 1 egal.
- În 1938 termină sezonul competițional din Divizia A pe  locul 5.

Cupa României 1937 - 1938. 
- 14.11.1937, în șaisprezecimile Cupei României, disputată la Baia Mare pe "Stadionul Municipal" între: FC Carpați Baia Mare - Dragoș Vodă Cernăuți scor 3 - 1.
- 30.03.1938 în optimile Cupei României, disputată la Baia Mare pe "Stadionul Municipal" între: FC Carpați Baia Mare - Club Atletic Muncitoresc Timișoara scor 0 - 2.

Divizia A 1938 - 1939.
- În  sezonul 1938 - 1939 al Diviziei A,  echipa FC Carpați Baia Mare are o evoluție bună, terminând campionatul pe locul 7 cu 21 puncte  din 18 meciuri disputate, obținând 8 victorii, 5 egaluri,9 înfrângeri,  marcând 25 goluri și primind 35 goluri, cu un golaveraj de −10 goluri.
- În sezonului 1938 - 1939 echipa FC Carpați Baia Mare din cele 11 meciuri disputate acasă a adunat: 14 puncte obținând, 5 victorii, 4 egal și 2 înfrângere.
- În sezonului 1938 - 1939 echipa FC Carpați Baia Mare din cele 11 meciuri disputate în deplasare a adunat: 7 puncte, obținând 3 victorii, 1 egal și 7 înfrângeri.
- Echipa FC Carpați Baia Mare a reușit 7 etape fără înfrângere obținând 4 victorii  și 3 egaluri consecutive pe propriul teren.
- 09.10.1938, echipa Fotbal Club Carpați Baia Mare, a câștigat la Baia Mare pe "Stadionul Municipal" în fața echipei Clubul Sportiv Muncitoresc Reșița scor 4 - 1.
- 09.10.1938, echipa FC Carpați Baia Mare, a câștigat la Timișoara pe "Stadionul Banatul" în fața echipei Chinezul Timișoara scor 4 - 1.
- 20.11.1938, echipa FC Carpați Baia Mare, a câștigat la Baia Mare pe "Stadionul  Municipal" în fața echipei Ripensia Timișoara scor 3 - 0.
- În 1939 termină sezonul competițional din Divizia A pe  locul 7.

Cupa României 1938 - 1939.
- 13.11.1938, în șaisprezecimile Cupei României, disputată la Craiova pe "Stadionul Craiu Iovan" între: FC Carpați Baia Mare - Craiu Craiova scor 2 - 1.
- 19.03.1939 în optimile Cupei României, disputată la Baia Mare pe "Stadionul Municipal" între: FC Carpați Baia Mare - Textila Moldova Iași scor 3 - 0.
- 02.04.1939,în sferturile de finală Cupei României, disputată la București pe "Stadionul Venus" între: FC Carpați Baia Mare  - Venus București scor 1 - 3.

Divizia A 1939 - 1940.
- În  sezonul 1939 - 1940 al Diviziei A,  echipa FC Carpați Baia Mare are o evoluție bună, terminând campionatul pe locul 7,reușind să se mențină în prima ligă cu 22 puncte  din 22 meciuri disputate, obținând 9 victorii, 4 egaluri,9 înfrângeri,  marcând 41 goluri și primind 41 goluri, cu un golaveraj de 0 goluri.
- În  sezonului 1939 - 1940 echipa FC Carpați Baia Mare din cele 11 meciuri disputate acasă a adunat: 14 puncte, obținând 6 victorii, 2 egal și 3 înfrângeri.
- În  sezonului 1939 - 1940 echipa FC Carpați Baia Mare din cele 11 meciuri disputate în deplasare a adunat: 7 puncte, obținând 3 victorii,2 egal și 6 înfrângeri.
- În sezonul 1939 - 1940 echipa  FC Carpați Baia Mare a reușit 7 etape fără înfrângere pe propriul teren, obținând 5 victorii, din care 4 victorii  consecutive acasă și 2 egaluri.
- Echipa FC Carpați Baia Mare a fost chiar liderul campionatului între etapa 3 și etapa 5.
- 26.05.1940 în etapa 20 din  Diviziei A, echipa Fotbal Club Carpați Baia Mare, a câștigat la Baia Mare pe "Stadionul Municipal" în fața echipei Clubul Atletic Muncitoresc Timișoara  scor 6 - 2.
- În 1940 termină sezonul competițional din Divizia A pe  locul 7.

Cupa României 1939 - 1940.
- 18.02.1940, în șaisprezecimile Cupei României,disputată la Baia Mare pe "Stadionul Municipal" între: FC Carpați Baia Mare  - Olimpia București scor 4 - 0.
- 27.02.1940 în optimile Cupei României, disputată la Baia Mare pe "Stadionul Municipal" între: FC Carpați Baia Mare  - Club Sportiv Muncitoresc Reșița scor 3 - 0.
- 16.03.1940,în sferturile de finală Cupei României, disputată la București pe "Stadionul Venus" între: FC Carpați Baia Mare  - Venus București scor 1 - 3.

Divizia A 1940 - 1941.
- În sezonul competițional 1940 - 1941 al Divizia A, echipa FC Carpați Baia Mare, nu a luat parte fiind exclusă, deoarece regiunea Maramureș prin Dictatul de la Viena din 30.08.1940 devenea parte din Ungaria.

Cupa României 1940 - 1941.
- Datorită anexări Regiuni Maramureșului la Ungaria, echipa FC Carpați Baia Mare nu a mai participat în competiție pană în anul 1946.

### Participarea în campionatul maghiar de fotbal 1940 - 1945.
Campionatul Ungariei Nemzeti Bajnokság II  1940 - 1941.
- Din 1940 și până în 1946 echipa FC Carpați Baia Mare a evoluat în Nemzeti Bajnokság II Ungaria respectiv Cupa Ungariei.
- Din 1940 și până în 1946 echipa FC Carpați Baia Mare își schimbă numele în Nagybányai Sport Egylet.
- În primul sezon 1940 - 1941 din Nemzeti Bajnokság II din Ungaria echipa Nagybányai Sport Egylet, are o evoluție bună, terminând campionatul pe locul 2 cu 16 puncte  din 10 meciuri disputate, obținând 8 victorii, 0 egaluri,2 înfrângeri,  marcând 25 goluri și primind 16 goluri,cu un golaveraj de +9 goluri.
- În 1941 echipa, termină sezonul competițional din Nemzeti Bajnokság II din Ungaria pe  locul 2.
- La finalul sezonului 1940 - 1941 echipa Nagybányai Sport Egylet a susținut două meci de baraj, pentru a promova în prima ligă din Ungaria.
- În prima rundă a barajului  Nagybányai Sport Egylet - Textila Sfântul Gheorghe  scor 6 - 2.
- În finala barajului echipa pierde, astfel ratează promovarea. Nagybányai Sport Egylet - Club Atletic Cluj scor 1 - 2.
- Primul 11 al echipei Nagybányai Sport Egylet: Császár,Hornyák,Holzmann,Marton,Telegdy,Kert,Lukács,Dallos,Szőke,Perneky,Neumazer.

Cupa Ungariei 1940 - 1941.
- În 1940 - 1941 runda II a Cupei Ungariei, echipa Nagybányai Sport Egylet - S.C BSZKRT Előre  scor 4 - 1.
- În 1940 - 1941 șaisprezecimile Cupei Ungariei, echipa Nagybányai Sport Egylet - Salgótarjáni Barátok Torna Club scor 3 - 4.

Campionatul Ungariei Nemzeti Bajnokság II 1941 - 1942.
- În  sezonul 1941 - 1942 din Nemzeti Bajnokság II din Ungaria echipa Nagybányai Sport Egylet, are o evoluție bună, terminând campionatul pe locul 4 cu 31 puncte  din 26 meciuri disputate, obținând 12 victorii, 7 egaluri,7 înfrângeri,  marcând 70 goluri și primind 43 goluri, cu un golaveraj de +27 goluri.
- În 1942 echipa, termină sezonul competițional din Nemzeti Bajnokság II din Ungaria pe  locul 4.

Cupa Ungariei 1941 - 1942.
- În 1941 - 1942 runda II a Cupei Ungariei, echipa Nagybányai Sport Egylet - Jószerencsét SE  scor 4 - 0.
- În 1941 - 1942 șaisprezecimile  Cupei Ungariei, echipa Nagybányai Sport Egylet - F.C Szolnoki Máv scor 1 - 2 respectiv 1 - 0.

Campionatul Ungariei Nemzeti Bajnokság II 1942 - 1943.
- În  sezonul 1942 - 1943 din Nemzeti Bajnokság II din Ungaria echipa Nagybányai Sport Egylet, are o evoluție bună, terminând campionatul pe locul 2 cu 23 puncte  din 18 meciuri disputate, obținând 11 victorii, 1 egaluri,6 înfrângeri,  marcând 44 goluri și primind 40 goluri, cu un golaveraj de +4 goluri.
- În 1943 echipa,termină sezonul competițional din Nemzeti Bajnokság II din Ungaria pe  locul 2.

Cupa Ungariei 1942 - 1943.
- În 1942 - 1943 runda II a Cupei Ungariei, echipa Nagybányai Sport Egylet - Jószerencsét SE  scor 1 - 0.
- În 1942 - 1943 șaisprezecimile  Cupei Ungariei, echipa Nagybányai Sport Egylet - Debreceni VSC  scor 2 - 5.

Campionatul Ungariei Nemzeti Bajnokság II 1943 - 1944.
- În  sezonul 1943 - 1944 din Nemzeti Bajnokság II din Ungaria echipa Nagybányai Sport Egylet,are o evoluție bună, terminând campionatul pe locul 2 cu 33 puncte  din 26 meciuri disputate, obținând 13 victorii, 7 egaluri,6 înfrângeri,  marcând 61 goluri și primind 28 goluri,cu un golaveraj de +33 goluri.
- În 1944 echipa,termină sezonul competițional din Nemzeti Bajnokság II din Ungaria pe  locul 2.

Cupa Ungariei 1943 - 1944. 
- În 1943 - 1944 runda II a Cupei Ungariei, echipa Nagybányai Sport Egylet - Marosvásárhely  scor 2 - 1.
- În 1943 - 1944 runda III a Cupei Ungariei, echipa Nagybányai Sport Egylet -Marosvásárhelyi SE  scor 3 - 0.
- În 1943 - 1944 runda IV a Cupei Ungariei, echipa Nagybányai Sport Egylet -Ungvári Athletikai Club scor 1 - 0.
- În 1943 - 1944 șaisprezecimile  Cupei Ungariei, echipa Nagybányai Sport Egylet - Club Atletic Oradea  scor 3 - 2.
- În 1943 - 1944  optimile  Cupei Ungariei, echipa Nagybányai Sport Egylet - Club Atletic Cluj scor 4 - 5.

Campionatul Ungariei Nemzeti Bajnokság II 1944 - 1945.
- În sezonul 1944 - 1945  echipa Nagybányai Sport Egylet a terminat,sezonul pe locul 1 și a devenit campioană,însă campionatul a fost întrerupt din cauza celui de Al Doilea Război Mondial.
- Titlul de Campioană este neoficial, fiind atribuit deoarece echipa Nagybányai Sport Egylet a fost pe primul loc la întreruperea competiției în 24.09.1944.

Cupa Ungariei 1944 - 1945.
- În sezonul 1944 - 1945 datorită izbucniri celui de-al Doilea Război Mondial, Cupa Ungariei nu se desfășoară.
- În 1944 - 1945 echipa Nagybányai Sport Egylet nu participă în Cupa Ungariei, deoarece aceasta competiție este suspendată.

Campionatul Ungariei Nemzeti Bajnokság II 1945 - 1946.
- În sezonul 1945 - 1946, campionatul din Ungaria a fost întrerupt, iar echipa Nagybányai Sport Egylet nu a evoluat.
- În perioada 29.07.1946 - 15.10.1946 are loc Conferința de Pace de la Paris, unde României i se cedează o parte din teritoriu luat, implicit o parte din Regiunea Maramureș.
- În august 1946 echipa Nagybányai Sport Egylet se reântoarce în campionatul României și se înscrie în Divizia B.

Cupa Ungariei 1945 - 1946.
- În sezonul 1945 - 1946  datorită evenimentelor din aceea perioadă,competiția este suspendată.
- În 1945 - 1946 echipa Nagybányai Sport Egylet nu participă în Cupa Ungariei.

### Divizia B 1946 - 1955.
Divizia B 1946 - 1947.
- În 1946 echipa joacă un baraj în fața formației Minaur Baia Mare, câștigând acest meci și implicit locul în Divizia B.
- În 1946 echipa Nagybányai Sport Egylet, își schimbă numele în Minaur Baia Mare.
- În sezonul 1946 - 1947 al Diviziei B, Seria III echipa Minaur Baia Mare are o evoluție excelentă, terminând campionatul pe locul 3, cu 34 puncte  din 26 meciuri disputate, obținând 15 victorii, 4 egaluri,7 înfrângeri, marcând 58 goluri și primind 34 goluri, cu un golaveraj de +23 goluri.
- În 1947 termină sezonul competițional pe locul 3 în Diviziei B, Seria III.

Divizia B 1947 - 1948.
- În sezonul 1947 - 1948 al Diviziei B, Seria IV echipa Minaur Baia Mare are o evoluție excelentă, terminând campionatul pe locul 1, devenind campioană cu 42 puncte  din 28 meciuri disputate, obținând 19 victorii, 4 egaluri, 5 înfrângeri,  marcând 64 goluri și primind 32 goluri, cu un golaveraj de +32 goluri.
- În 1948 termină sezonul competițional pe locul 1 în Diviziei B, Seria IV și devine campioană.
- În sezonul 1947 - 1948 echipa câștigă 11 meciuri consecutive în campionat.
- În 1948, datorită instaurării unui nou regim politic în România și prin decizia federației de a reorganiza sistemului competițional, echipa nu promovează direct și este obligată să susțină un turneu play-off, pentru a promova în Divizia A.
- În sezonul 1947 - 1948 câștigătorii celor IV serii trebuiau să promoveze direct în Divizia A.
- În 1948 la finalul sezonului, echipa băimăreană a susținut un turneu play-off alături de echipele: Fotbal Club Dermata Cluj, Farul Constanța, Tricolor Ploiești, ASA București, Gaz Metan Mediaș, Fotbal Club Faur București și Politehnica Timișoara, acestea au  jucat o singură dată una împotriva  celeilalte pe teren neutru.
- În 1948 la terminarea play-off, echipa s-a clasat pe ultimul loc, cu 4 puncte  din 7 meciuri disputate, obținând 2 victorii, 0 egaluri, 5 înfrângeri,  marcând 15 goluri și primind 33 goluri, cu un golaveraj de -18 goluri.
- Imediat după acel meci echipa a fuzionat prin absorbție cu Minaur și își schimbă denumirea.[86][87]
- Prin această fuziune autoritățile comuniste au vrut să șteargă trecutul burghez al clubului din perioada interbelică.[86][87]
- În 1948 prin această fuziune clubul își schimbă doar numele din Phöenix Baia Mare în Minaur Baia Mare, și nu se înființează un club nou, așa cum au susținut autoritățile comuniste.[86][87]
- Eroarea provine din 1948 de la faptul că autoritățile comuniste au încercat să se debaraseze de trecutul burghez al echipei Phöenix.[86][87]
- Jucătorii echipei Minaur Baia Mare, au jucat la Phöenix în sezonul precedent, iar conducerea echipei, era tot al  formației Phöenix în sezonul trecut, deci în 1948 s-a produs doar o schimbare de nume și nu s-a înființat un club nou.[86][88]

Divizia B 1948 - 1949. 
- În sezonul 1948 - 1949 al Diviziei B, Seria II echipa Minaur Baia Mare are o evoluție excelentă, terminând campionatul pe locul 3, la doar doua puncte de primul loc.
- Echipa Minaur Baia Mare strânge 34 puncte  din 26 meciuri disputate, obținând 14 victorii, 6 egaluri,6 înfrângeri, marcând 59 goluri și primind 38 goluri, cu un golaveraj de +21 goluri.

Divizia B 1949 - 1950.
- În sezonul 1949 - 1950 al Diviziei B, Seria II echipa Metalul Baia Mare are o evoluție modestă, terminând campionatul pe locul 6.
- Echipa Metalul Baia Mare strânge 21 puncte  din 22 meciuri disputate, obținând 9 victorii, 3 egaluri,10 înfrângeri,  marcând 30 goluri și primind 36 goluri, cu un golaveraj de −6 goluri.
- La finalul sezonului echipa își schimbă numele în Metalul Baia Mare.

Cupa României 1949 - 1950.
- 02.07.1950 în șaisprezecimile Cupei României, disputată la Baia Mare pe "Stadionul 23 August" între: Metalul Baia Mare - Progresul ICO Oradea   scor 1 - 3.

Divizia B 1950 - 1951.
- În perioada 1950 - 1956 echipa Fotbal Club Baia Mare a purtat numele de Metalul Baia Mare.
- În sezonul 1950 - 1951 al Diviziei B, Seria II echipa Metalul Baia Mare are o evoluție bună, terminând campionatul pe locul 4.
- Echipa Metalul Baia Mare strânge 25 puncte  din 22 meciuri disputate, obținând 10 victorii, 5 egaluri, 7 înfrângeri, marcând 29 goluri și primind 25 goluri, cu un golaveraj de +4 goluri.

Divizia B 1951 - 1952.
- În sezonul 1951 - 1952 al Diviziei B, Seria II echipa Metalul Baia Mare are o evoluție modestă, terminând campionatul pe locul 6.
- Echipa Metalul Baia Mare strânge 21 puncte  din 22 meciuri disputate, obținând 7 victorii, 7 egaluri,8 înfrângeri, marcând 29 goluri și primind 32 goluri, cu un golaveraj de −3 goluri.

Divizia B 1952 - 1953.
- În sezonul 1952 - 1953 al Diviziei B, Seria II echipa Metalul Baia Mare are o evoluție foarte slabă, mult sub așteptări, terminând campionatul pe locul 13.
- Echipa Metalul Baia Mare strânge 22 puncte din 28 meciuri disputate, obținând 8 victorii, 6 egaluri, 14 înfrângeri, marcând 23 goluri și primind 37 goluri, cu un golaveraj de −14 goluri.

Meci Amical Internațional 1953.
- În 09.08.1953 se  dispută la Baia Mare pe "Stadionul 23 August" în fața unei asistențe de 15.000 de spectatori, meciul de fotbal Metalul Baia Mare - Strum Sanct Polten (Austria) 4 - 4.

Cupa României 1952 - 1953.
- 10.09.1953 în șaisprezecimile Cupei României, disputată la Baia Mare pe "Stadionul 23 August" între: Metalul Baia Mare - Știința Cluj   scor 1 - 2  după prelungiri.

Divizia B 1953 - 1954.
- În sezonul 1953 - 1954 al Diviziei B, Seria II echipa Metalul Baia Mare are o evoluție foarte bună, terminând campionatul pe locul 4, datorită golaverajului față de locul doi și trei și la trei puncte de primul loc.
- Echipa Metalul Baia Mare strânge 28 puncte din 24 meciuri disputate, obținând 12 victorii, 4 egaluri,8 înfrângeri, marcând 36 goluri și primind 30 goluri, cu un golaveraj de +6 goluri.

Divizia B 1954 - 1955.
- În sezonul 1954 - 1955 al Diviziei B, Seria II echipa Metalul Baia Mare are o evoluție foarte slabă, terminând campionatul pe locul 11.
- Echipa Metalul Baia Mare strânge 21 puncte  din 26 meciuri disputate, obținând 6 victorii, 9 egaluri,11 înfrângeri, marcând 21 goluri și primind 37 goluri, cu un golaveraj de −16 goluri.
- 1955 la finalul sezonului echipa Metalul Baia Mare retrogradează în Divizia C.

Cupa României 1954 - 1955.
- 13.10.1955 în șaisprezecimile Cupei României, disputată la Oradea pe "Stadionul Municipal" între: Metalul Baia Mare - Locomotiva Oradea scor 1 - 2.

### Divizia C 1955 - 1956.
Divizia C 1955 - 1956.
- În sezonul 1955 - 1956 al Diviziei C, Seria III echipa Energia Baia Mare are o evoluție foarte bună, terminând campionatul pe locul 1,devenind campioană și obținând promovarea în Divizia B.
- Echipa Energia Baia Mare strânge 35 puncte  din 24 meciuri disputate, obținând 16 victorii, 3 egaluri,5 înfrângeri, marcând 55 goluri și primind 26 goluri, cu un golaveraj de +29 goluri.

Meci Amical Internațional 1956.
- În 1956 se dispută primul meci de fotbal în nocturnă la Baia Mare, pe "Stadionul 23 August" în fața unei asistențe de 15.000 de spectatori între Energia Baia Mare - Varos Meteor Mateszalka (Ungaria) 5 - 0.

### Divizia B 1956 - 1964.
Divizia B 1956 - 1957. 
- Nu s-a jucat în nicio ligă din cauza revenirii la sistemul de toamnă - primăvară.
- În perioada 1956 - 1957 echipa Fotbal Club Baia Mare a purtat numele de Energia Baia Mare.
- Totuși un turneu neoficial a avut loc în primăvară, numit Cupa Primăverii împărțit în 4 serii având 7 echipe fiecare serie.
- Această competiție fiind considerată neoficial Divizia B a sezonului 1956 - 1957.
- În sezonul 1956 - 1957 al Diviziei B, Seria I echipa Energia Baia Mare are o evoluție  modestă, terminând campionatul pe locul 5.
- Echipa Energia Baia Mare strânge 12 puncte  din 12 meciuri disputate, obținând 6 victorii, 0 egaluri,6 înfrângeri, marcând 18 goluri și primind 22 goluri, cu un golaveraj de −4 goluri.

Divizia B 1957 - 1958.
- În perioada 1957 - 1958 echipa Fotbal Club Baia Mare a purtat numele de Minerul Baia Mare.
- În sezonul 1957 - 1958 al Diviziei B, Seria I echipa Minerul Baia Mare are o evoluție  bună, terminând campionatul pe locul 4.
- Echipa Minerul Baia Mare strânge 31 puncte  din 26 meciuri disputate, obținând 12 victorii, 7 egaluri, 7 înfrângeri, marcând 52 goluri și primind 50 goluri, cu un golaveraj de +2 goluri.
- La finalul sezonului echipa își schimbă numele în Minerul Baia Mare.

Divizia B 1958 - 1959. 
- În perioada 1958 - 1962 echipa Fotbal Club Baia Mare a purtat numele de Minaur Baia Mare.
- În sezonul 1958 - 1959 al Diviziei B, Seria I echipa Fotbal Club Baia Mare are o evoluție  slabă, terminând campionatul pe locul 9.
- Fotbal Club Baia Mare strânge 26 puncte  din 26 meciuri disputate, obținând 10 victorii, 6 egaluri,10 înfrângeri, marcând 43 goluri și primind 45 goluri, cu un golaveraj de −2 goluri.
- Antrenorul echipei era Constantin Woronkowski.

Cupa României 1958 - 1959.
- În actualul sezon al Cupei României 1958 - 1959, echipa Fotbal Club Baia Mare reușește o performanță notabilă, ajungând până în finală.
- 15.03.1959 în șaisprezecimile Cupei României, disputată la Carei pe "Stadionul Victoria" între: Fotbal Club Baia Mare - Voința Oradea scor 3 - 1.
- 01.04.1959 în optimile Cupei României, disputată la Oradea pe "Stadionul Municipal" între: Fotbal Club Baia Mare - Știința Cluj 2 - 0.
- 20.05.1959 în sferturi de finală a Cupei României, disputată la Brașov pe "Stadionul Tineretului" între: Fotbal Club Baia Mare - Petrolul Ploiești scor  1 - 0.
- 03.06.1959 în semifinala Cupei României, disputată la Arad pe "Stadionul Francisc Neuman" între: Fotbal Club Baia Mare - Progresul București scor  1 - 0.
- 14.06.1959 în FINALA Cupei României, disputată la București pe "Stadionul 23 August" în fața a 40.000 de spectatorii: Fotbal Club Baia Mare - Dinamo București scor  0 - 4.
- Echipa  Fotbal Club Baia Mare din FINALĂ: Solomon Vlad, Ioan Fejeș, Victor Mălăieru, Iosif Gergely, Dumitru Vasilescu, László Gergely, Adalbert Fehér, Elemer Sulyok, Horzsa, Ernestin Drăgan, Ladislau Vlad, Vicenție Rusu,  Vasile Gergely, Paul Horsza, Victor Moldovan, Vlad Vasile, Ioan Isac, Constantin Ionescu, Ștefan Incze, Ioan Czompa.
- Antrenorul echipei era Constantin Woronkowski.

Divizia B 1959 - 1960.
- În  sezon 1959 - 1960 al Diviziei B, Seria III echipa Fotbal Club Baia Mare, are o evoluție foarte bună, clasându-se pe locul 2 la un punct în spatele echipei Corvinul Hunedoara.
- Fotbal Club Baia Mare strânge 36 puncte  din 26 meciuri disputate, obținând 15 victorii, 6 egaluri,5 înfrângeri, marcând 53 goluri și primind 24 goluri, cu un golaveraj de + 29 goluri.

Divizia B 1960 - 1961. 
- În  sezon 1960 - 1961 al Diviziei B, Seria III echipa Fotbal Club Baia Mare, are o evoluție excelentă, clasându-se pe locul 2,unde doar golaverajul de 3 goluri a făcut diferența față de echipa de pe primul loc Jiul Petroșani.
- Fotbal Club Baia Mare adunând un total de 34 puncte din 26 meciuri disputate, obținând 14 victorii, 6 egaluri și 6 înfrângeri, marcând 37 goluri și primind 22 goluri, cu un golaveraj de + 15 goluri.

Divizia B 1961 - 1962. 
- În  sezon 1961 - 1962 al Diviziei B, Seria III echipa Fotbal Club Baia Mare, are o evoluție bună, clasându-se pe locul 6,la mijlocul clasamentului.
- Fotbal Club Baia Mare adunând un total de 29 puncte din 26 meciuri disputate, obținând 13 victorii, 3 egaluri și 10 înfrângeri, marcând 39 goluri și primind 41 goluri, cu un golaveraj de −2 goluri.

Cupa României 1961 - 1962.
- 06.05.1962 în șaisprezecimile Cupei României, disputată la Baia Mare pe "Stadionul 23 August" între: Fotbal Club Baia Mare - Știința Cluj   scor 4 - 2.
- 20.05.1962 în optimile Cupei  României, disputată la Cluj  Napoca pe "Stadionul Ion Moina" între: Fotbal Club Baia Mare - Jiul Petrila  scor 1 - 3.

Divizia B 1962 - 1963. 
- În perioada 1962 - 1975 echipa Fotbal Club Baia Mare a purtat numele de Minerul Baia Mare.
- În  sezon 1962 - 1963 al Diviziei B, Seria III echipa  Minerul Baia Mare, are o evoluție bună, clasându-se pe podium, obținând locul 3.
- Minerul Baia Mare adunând un total de 29 puncte din 26 meciuri disputate, obținând 14 victorii, 1 egaluri și 11 înfrângeri, marcând 44 goluri și primind 35 goluri, cu un golaveraj de +9 goluri.

Cupa României 1962 - 1963.
- 10.04.1963 în șaisprezecimile Cupei  României, disputată la Baia Mare pe "Stadionul 23 August" între: Minerul Baia Mare  - Crișana Oradea   scor 2 - 0.
- 15.05.1963 în optimile  Cupei  României,disputată la Hunedoara pe "Stadionul Corvinul" între: Minerul Baia  Mare - Știința Craiova  scor 2 - 0.
- 04.06.1963 în sferturi de finală a Cupei României, disputată la Târgu Mureș pe "Stadionul Municipal" între: Minerul Baia  Mare - Steaua București  scor 0 - 4.

Divizia B 1963 - 1964. 
- În  sezon 1963 - 1964 al Diviziei B, Seria III echipa  Minerul Baia Mare, are o evoluție excelentă, clasându-se pe locul 1, obținând titlul de campioană și implicit promovarea în Divizia A.
- Minerul Baia Mare adunând un total de 36 puncte din 26 meciuri disputate, obținând 17 victorii, 2 egaluri și 7 înfrângeri, marcând 42 goluri și primind 20 goluri, cu un golaveraj de +22 goluri.

Cupa României 1963 - 1964.
- 01.03.1964 în șaisprezecimile Cupei României, disputată la Baia Mare pe "Stadionul 23 August" între: Minerul Baia  Mare  - Siderurgistul Galați scor  1 - 0.
- 04.06.1964 în optimile Cupei României, disputată la Sibiu pe "Stadionul Municipal" între: Minerul Baia  Mare  - Dinamo București scor  0 - 6.

### Divizia A 1964 - 1965.
Divizia A 1964 - 1965. 
- În  sezon 1964 - 1965 al Diviziei A echipa  Minerul Baia Mare, are o evoluție foarte slabă, clasându-se la final pe locul 13, retrogradând astfel în Divizia B, după un singur sezon petrecut pe prima scenă fotbalistică din România.
- Minerul Baia Mare adunând un total de 21 puncte din 26 meciuri disputate, obținând 9 victorii, 3 egaluri și 14 înfrângeri, marcând 27 goluri și primind 45 goluri, cu un golaveraj de −18 goluri.
- În  sezonului 1964 - 1965 echipa Minerul Baia Mare din cele 13 meciuri disputate acasă pe "Stadionul 23 August" a adunat: 19 puncte, obținând 9 victorii, 1 egal și 3 înfrângeri, în deplasare a adunat: 2 puncte, obținând 0 victorii, 2 egaluri și 11 înfrângeri.

Cupa României 1964 - 1965.
- 06.03.1965 în șaisprezecimile Cupei României, disputată la Giurgiu pe "Stadionul Marin Anastasovici" între: Minerul Baia  Mare  -  Victoria Giurgiu scor 1 - 0.
- 17.03.1965 în optimile Cupei României, disputată la Cluj Napoca pe "Stadionul Ion Moina" între: Minerul Baia  Mare  - ASA Târgul Mureș scor 1 - 3.

### Divizia B 1965 - 1978.
Divizia B 1965 - 1966. 
- În  sezon 1965 - 1966 al Diviziei B, Seria II echipa Minerul Baia Mare are o evoluție bună, terminând campionatul pe locul 2, la patru puncte de primul loc obținut de Jiul Petroșani.
- Minerul Baia Mare adunând un total de 35 puncte din 26 meciuri disputate, obținând 14 victorii, 7 egaluri și 5 înfrângeri, marcând 43 goluri și primind 20 goluri, cu un golaveraj de +23 goluri.

Cupa României 1965 - 1966.
- 13.03.1966 în șaisprezecimile Cupei României, disputată la Baia Mare pe "Stadionul 23 August" între: Minerul Baia  Mare - Petrolul Ploiești scor 1 - 1.
- 14.03.1966 în șaisprezecimile Cupei României, disputată la Baia Mare pe "Stadionul 23 August" între: Minerul Baia  Mare - Petrolul Ploiești scor 2 - 2, după rejucare.
- Dacă după prelungiri scorul era tot egal, meciul se rejuca următoarea zi pe același stadion.
- Dacă și acel meci se termina tot la egalitate, în primele 90 de minute, echipa cu media de vârstă mai mică trecea mai departe.
- În cazul în care se consemna un rezultat de egalitate după prelungiri, atunci echipa oaspete se califica în următoarea etapă.

Divizia B 1966 - 1967.
- În  sezon 1966 - 1967 al Diviziei B, Seria II echipa  Minerul Baia Mare are o evoluție bună, terminând campionatul pe locul 2, la două puncte de primul loc obținut de Fotbal Club ASA Târgu Mureș.
- Minerul Baia Mare adunând un total de 35 puncte din 26 meciuri disputate, obținând 16 victorii, 3 egaluri și 7 înfrângeri, marcând 37 goluri și primind 23 goluri, cu un golaveraj de +14 goluri.

Cupa României 1966 - 1967.
- 05.03.1967 în șaisprezecimile Cupei României, disputată la Baia Mare pe "Stadionul 23 August" între: Minerul Baia  Mare - Petrolul Ploiești scor 0 - 0,meciul a fost întrerupt după 13 minute, iar partida a fost rejucată.
- 29.03.1967 în șaisprezecimile Cupei României, disputată la Baia Mare pe "Stadionul 23 August" între: Minerul Baia  Mare - Petrolul Ploiești scor 4 - 0, după rejucarea partidei.
- 05.04.1967 în optimile Cupei României,disputată la Bistrița pe "Stadionul Municipal Gloria" între: Minerul Baia  Mare - Chimia Suceava scor 1 - 0.
- 03.05.1967 în sferturile de finală a Cupei României, disputată la Timișoara pe "Stadionul Politehnica" între: Minerul Baia  Mare - Rapid București scor 0 - 3.

Divizia B 1967 - 1968.
- În  sezon 1967 - 1968 al Diviziei B, Seria II echipa  Minerul Baia Mare are o evoluție bună, terminând campionatul pe locul 4, la egalitate de puncte cu Club Sportiv Timișoara, diferența făcută la golaveraj în favoarea echipei din Timișoara.
- Minerul Baia Mare adunând un total de 27 puncte din 26 meciuri disputate, obținând 11 victorii, 5 egaluri și 10 înfrângeri, marcând 30 goluri și primind 34 goluri, cu un golaveraj de −4 goluri.

Cupa României 1967 - 1968.
- 03.03.1968 în șaisprezecimile a Cupei României, disputată la Baia Mare pe "Stadionul 23 August" între: Minerul Baia  Mare - Universitatea Craiova scor 1 - 3.

Divizia B 1968 - 1969. 
- În  sezon 1968 - 1969 al Diviziei B, Seria II echipa  Minerul Baia Mare are o evoluție dezamăgitoare, terminând campionatul pe locul 13.
- Minerul Baia Mare adunând un total de 26 puncte din 30 meciuri disputate, obținând 11 victorii, 4 egaluri și 15 înfrângeri, marcând 24 goluri și primind 27 goluri, cu un golaveraj de −3 goluri.

Cupa României 1968 - 1969.
- 05.03.1969 în șaisprezecimile Cupei României, disputată la Baia Mare pe "Stadionul 23 August" între: Minerul Baia  Mare  - Universitatea Cluj scor 1 - 2.

Divizia B 1969 - 1970.
- În  sezon 1969 - 1970 al Diviziei B, Seria II echipa  Minerul Baia Mare are o evoluție foarte bună, terminând campionatul pe locul 3, la un punct față de primul loc care promova direct în prima ligă.
- Minerul Baia Mare adunând un total de 36 puncte din 30 meciuri disputate, obținând 15 victorii, 6 egaluri și 9 înfrângeri, marcând 28 goluri și primind 14 goluri, cu un golaveraj de +14 goluri.

Divizia B 1970 - 1971. 
- În  sezon 1970 - 1971 al Diviziei B, Seria II echipa  Minerul Baia Mare are o evoluție foarte slabă, terminând campionatul la mijlocul campionatului pe poziția  10.
- Minerul Baia Mare adunând un total de 27 puncte din 30 meciuri disputate, obținând 12 victorii, 3 egaluri și 15 înfrângeri, marcând 44 goluri și primind 36 goluri, cu un golaveraj de +8 goluri.

Divizia B 1971 - 1972.
- În  sezon 1971 - 1972 al Diviziei B, Seria II echipa Minerul Baia Mare are o evoluție bună, terminând campionatul pe locul 2,în spatele echipei Club Sportiv Municipal Reșița.
- Minerul Baia Mare adunând un total de 32 puncte din 30 meciuri disputate, obținând 13 victorii, 6 egaluri și 11 înfrângeri, marcând 46 goluri și primind 40 goluri, cu un golaveraj de +6 goluri.

Cupa României 1971 - 1972.
- 09.03.1972 în șaisprezecimile Cupei României, disputată la Baia Mare pe "Stadionul 23 August" între: Minerul Baia  Mare  - Universitatea Cluj scor 0 - 0.
- Datorită regulamentului dacă în faza șaisprezecimilor se înregistra un rezultat de egalitate, echipa oaspete se califica în faza următoare a competiției.

Divizia B 1972 - 1973. 
- În  sezon 1972 - 1973 al Diviziei B, Seria II echipa Minerul Baia Mare are o evoluție bună, terminând campionatul pe locul 4.
- Minerul Baia Mare adunând un total de 32 puncte din 30 meciuri disputate, obținând 13 victorii, 6 egaluri și 11 înfrângeri, marcând 35 goluri și primind 27 goluri, cu un golaveraj de +8 goluri.

Divizia B 1973 - 1974. 
- În  sezon 1973 - 1974 al Diviziei B, Seria III echipa Minerul Baia Mare are o evoluție bună, terminând campionatul pe locul 5.
- Minerul Baia Mare adunând un total de 35 puncte din 34 meciuri disputate, obținând 14 victorii, 7 egaluri și 13 înfrângeri, marcând 45 goluri și primind 36 goluri,cu un golaveraj de +9 goluri.

Cupa României 1973 - 1974.
- 21.11.1973 în șaisprezecimile Cupei României, disputată la Câmpia Turzii pe "Stadionul Mihai Adam" între: Minerul Baia  Mare  - Gloria Bistrița scor 1 - 0.
- 05.12.1973 în optimile Cupei României, disputată la Târgul Mureș pe "Stadionul Municipal"  între: Minerul Baia  Mare  - Fotbal Club ASA Târgu Mureș scor 1 - 2.

Divizia B 1974 - 1975. 
- În  sezon 1974 - 1975 al Diviziei B, Seria III echipa Minerul Baia Mare are o evoluție bună, terminând campionatul pe locul 3
- Minerul Baia Mare adunând un total de 41 puncte din 34 meciuri disputate, obținând 16 victorii, 9 egaluri și 9 înfrângeri, marcând 53 goluri și primind 31 goluri, cu un golaveraj de +22 goluri.

Divizia B 1975 - 1976. 
- În vara anul 1975 echipa își schimbă numele din Minerul în Fotbal Club Baia Mare.
- În  sezon 1975 - 1976 al Diviziei B, Seria III echipa  Fotbal Club Baia Mare are o evoluție bună, terminând campionatul pe locul 3.
- Echipa Fotbal Club Baia Mare adunând un total de 39 puncte din 34 meciuri disputate, obținând 17 victorii, 5 egaluri și 12 înfrângeri, marcând 46 goluri și primind 31 goluri, cu un golaveraj de +15 goluri.

Cupa României 1975 - 1976.
- 29.02.1976 în șaisprezecimile Cupei României, disputată la Orșova pe "Stadionul Municipal"  între: Fotbal Club Baia  Mare  - Dierna Orșova scor 2 - 1.
- 16.06.1976 în optimile Cupei României, disputată la Râmnicu Vâlcea pe "Stadionul Municipal"  între: Fotbal Club Baia  Mare  -  FC Argeș Pitești  scor 3 - 4,după prelungiri.

Divizia B 1976 - 1977. 
- În  sezon 1976 - 1977 al Diviziei B, Seria III echipa  Fotbal Club Baia Mare are o evoluție foarte bună, terminând campionatul pe locul 3.
- Fotbal Club Baia Mare adunând un total de 36 puncte din 34 meciuri disputate, obținând 15 victorii, 6 egaluri și 13 înfrângeri, marcând 53 goluri și primind 36 goluri.

Divizia B 1977 - 1978. 
- În  sezon 1977 - 1978 al Diviziei B, Seria III echipa Fotbal Club Baia Mare are o evoluție excelentă, terminând campionatul pe locul 1, obținând titlul de campioană și implicit promovarea în Divizia A.
- Echipa Fotbal Club Baia Mare adunând un total de 51 puncte din 34 meciuri disputate, obținând 22 victorii, 7 egaluri și 5 înfrângeri, marcând 80 goluri și primind 25 goluri, cu un golaveraj de + 55 goluri.

Meci Amical 1978.
- În 01.08.1978 se dispută un meci de fotbal amical la Constanța, pe "Stadionul Farul" în fața unei asistențe de 25.000 de spectatori între FC Baia Mare - România scor 3 - 1.

### Divizia A 1978 - 1981.
Divizia A 1978 - 1979. 
- În  sezon 1978 - 1979 al Diviziei A echipa Fotbal Club Baia Mare are o evoluție formidabilă, terminând campionatul pe locul 5.
- Echipa Fotbal Club Baia Mare adunând un total de 38 puncte din 34 meciuri disputate, obținând 17 victorii, 4 egaluri și 13 înfrângeri, marcând 42 goluri și primind 38 goluri, cu un golaveraj de + 4 goluri.
- În  sezon 1978 - 1979 al Diviziei A echipa Fotbal Club Baia Mare din cele 17 meciuri disputate acasă pe "Stadionul 23 August" a adunat: 28 puncte, obținând 13 victorii,2 egaluri și 2 înfrângeri.
- În  sezon 1978 - 1979 al Diviziei A echipa Fotbal Club Baia Mare din cele 17 meciuri disputate în deplasare a adunat: 10 puncte, obținând 4 victorii,2 egal și 11 înfrângeri.
- În  sezon 1978 - 1979 al Diviziei A echipa Fotbal Club Baia Mare a câștigat 17 meciuri.
- În  sezon 1978 - 1979 al Diviziei A echipa Fotbal Club Baia Mare a câștigat 9 meciuri consecutive.
- În  sezon 1978 - 1979 al Diviziei A echipa Fotbal Club Baia Mare a fost liderul campionatului între etapa 8 și etapa 13, respectiv etapa 16 și etapa 18.
- În  sezon 1978 - 1979 al Diviziei A echipa Fotbal Club Baia Mare a  fost campioană  de toamnă, terminând turul de campionat pe primul loc.
- La finalul sezonului, doar golaverajul a făcut diferența între  locul 5 obținut de Fotbal Club Baia Mare  și de locul 4 obținut de Universitatea Craiova și implicit de participarea în cupele europene.

Cupa României 1978 - 1979.
- 28.02.1979 în șaisprezecimile Cupei României, disputată la  Ploiești pe "Stadionul Ilie Oană"  între: Fotbal Club Baia Mare  - Chimia Brazi  scor 0 - 2.

Divizia A 1979 - 1980.
- În  sezon 1979 - 1980 al Diviziei A echipa Fotbal Club Baia Mare are o evoluție formidabilă, terminând campionatul pe locul 4.
- Echipa Fotbal Club Baia Mare adunând un total de 39 puncte din 34 meciuri disputate, obținând 18  victorii, 3 egaluri și 13 înfrângeri, marcând 57  goluri și primind 51  goluri, cu un golaveraj de  +6 goluri.
- În  sezon 1979 - 1980 al Diviziei A echipa Fotbal Club Baia Mare din cele 17 meciuri disputate acasă pe "Stadionul 23 August" a adunat: 30 puncte, obținând 14 victorii,2 egaluri și 1 înfrângeri.
- În  sezon 1979 - 1980 al Diviziei A echipa Fotbal Club Baia Mare din cele 17 meciuri disputate în deplasare a adunat: 9 puncte, obținând 4 victorii,1 egal și 12 înfrângeri.
- În  sezon 1979 - 1980 al Diviziei A  echipa Fotbal Club Baia Mare a câștigat 18 meciuri.
- În  sezon 1979 - 1980 al Diviziei A  echipa Fotbal Club Baia Mare a câștigat 12 meciuri consecutive  disputate la Baia Mare pe "Stadionul 23 August".
- În  sezon 1979 - 1980 al Diviziei A  echipa Fotbal Club Baia Mare a fost liderul campionatului între etapa 8 și etapa 13, respectiv etapa 16 și etapa 18.
- În  sezon 1979 - 1980 al Diviziei A  echipa Fotbal Club Baia Mare a  fost campioană  de toamnă, terminând turul de campionat pe primul loc.
- La finalul sezonului, doar golaverajul a făcut diferența între  locul 4 obținut de Fotbal Club Baia Mare  și de locul 3 obținut de FC Argeș Pitești și implicit participarea în cupele europene.

Cupa României 1979 - 1980.
- 09.12.1979  în șaisprezecimile Cupei României, disputată la Bistrița pe "Stadionul Municipal Gloria"  între: Fotbal Club Baia Mare  - Gloria Bistrița  scor 0 - 2.

Divizia A 1980 - 1981. 
- În  sezon 1980 - 1981 al Diviziei A  echipa Fotbal Club Baia Mare are o evoluție foarte slabă, mult sub potențialul arătat în sezoanele precedente, terminând campionatul pe locul 17,retrogradând în Divizia B.
- Echipa Fotbal Club Baia Mare adunând un total de 26  puncte din 34 meciuri disputate, obținând 10  victorii, 6 egaluri și 18 înfrângeri, marcând 37 goluri și primind 62 goluri, cu un golaveraj de  −25 goluri.
- În  sezon 1980 - 1981 al Diviziei A  echipa Fotbal Club Baia Mare din cele 17 meciuri disputate acasă pe "Stadionul 23 August" a adunat: 24 puncte, obținând 9 victorii, 6 egaluri și 2 înfrângeri.
- În  sezon 1980 - 1981 al Diviziei A  echipa Fotbal Club Baia Mare din cele 17 meciuri disputate în deplasare a adunat: 2 puncte, obținând 1 victorii, 0 egaluri și 16 înfrângeri.
- În  sezon 1980 - 1981 al Diviziei A  echipa Fotbal Club Baia Mare a reușit 6 etape consecutive fără înfrângere  disputate la Baia Mare pe "Stadionul 23 August", obținând 4 victorii și 2 egaluri.
- În  sezon 1980 - 1981 al Diviziei A  echipa Fotbal Club Baia Mare a reușit 9 etape consecutive fără înfrângere  disputate la Baia Mare pe "Stadionul 23 August", obținând 5 victorii și 4 egaluri.
- În  sezon 1980 - 1981 al Diviziei A  echipa Fotbal Club Baia Mare a câștigat 10  meciuri.
- În  sezon 1980 - 1981 al Diviziei A  echipa Fotbal Club Baia Mare, înregistrează o înfrângere usturătoare pe "Stadionul Regie" de la Sportul Studențesc scor 1 - 8.
- În  sezon 1980 - 1981 al Diviziei A  echipa Fotbal Club Baia Mare, a câștigat meciul fără drept de apel disputat la Baia Mare pe "Stadionu 23 August" împotriva FC Steaua București scor 5 - 0.

Cupa României 1980 - 1981.
- 26.11.1980  în șaisprezecimile Cupei României, disputată la Bistrița pe "Stadionul Municipal " între: Fotbal Club Baia Mare  - Arieșul Turda  scor 1 - 2.

### Divizia B 1981 - 1982.
Divizia B 1981 - 1982. 
- În  sezon 1981 - 1982 al Diviziei B, Seria III echipa Fotbal Club Baia Mare are o evoluție excelentă, terminând campionatul  pe locul 2, devenind vicecampioană și participă pentru prima dată în cupele europene, mai exact în Cupa Cupelor.
- Echipa Fotbal Club Baia Mare adunând un total de 41 puncte din 34 meciuri disputate, obținând 17 victorii, 7 egaluri și 10 înfrângeri, marcând 71 goluri și primind 36 goluri, cu un golaveraj de +35 goluri.

Cupa României 1981 - 1982.
- În actualul sezon 1981 - 1982 al Cupei României, disputată Fotbal Club Baia Mare reușește o performanță notabilă, ajungând până în finală.
- 03.12.1981 în șaisprezecimile Cupei României, disputată la Baia Mare pe "Stadionul Viorel Mateianu" între: FC Baia Mare - Sportul Studențesc București scor 2 - 0.
- 31.03.1982 în optimile Cupei României, disputată la Zalău pe "Stadionul Municipal" între: FC Baia Mare - Universitatea Cluj-Napoca 1 - 0.
- 26.05.1982 în sferturi de finală a Cupei României, disputată la Hunedoara pe "Stadionul Michael Klein" între: FC Baia Mare - Chimia Râmnicu Vâlcea scor  2 - 1.
- 16.06.1982 în semifinala Cupei României, disputată la Cluj Napoca pe "Stadionul Ion Moina" între: FC Baia Mare - FC Argeș Pitești scor  1 - 1 și 5 - 3 (penalty).
- 20.06.1982 în FINALA Cupei României, disputată la București pe "Stadionul 23 August" în fața a 15.000 de spectatorii  : FC Baia Mare - Dinamo București scor  2 - 3.
- Echipa  FC Baia Mare din FINALĂ: Vasile Moldovan, Imre Szepi, Miron Borz, Ioan Tătăran, Alexandru Koller, Cristian Ene, Radu Pamfil, Marin Sabău, Constantin Dragomirescu, Viorel Buzgău, Adalbert Rozsnai, Vasile Caciureac.
- Echipa  Fotbal Club Baia Mare a fost antrenată de Paul Popescu.
- Echipa  Fotbal Club Baia Mare au fost înscrise de  Constantin Dragomirescu min 48 și Alexandru Koller min 48 din penalty.

Meci  Amical Internațional 1982.
- În perioada 15 - 26.08.1982 echipa FC Baia Mare a susținut un turneu de pregătire în Italia fiind invitată la turneu organizat de ziarul „L'Unità”.
- La turneul  „L'Unità” din Italia, echipa FC Baia Mare a disputat: 5 meciuri, obținând  4 victorii și 1 egal; marcând 12 goluri și  primind doar 4 goluri.
- În 26.08.1982 în FINALA turneului „L'Unità” echipa FC Baia Mare a întâlnit echipa AC Fiorentina care la aceea dată era vicecampioana Italiei și care avea în lot 6 campioni mondiali; 4 italieni și 2 argentinieni.
- În această FINALĂ a turneului „L'Unità” echipa AC Fiorentina și-a prezentat lotul pentru noul sezon de Serie A.
- În 26.08.1982  FINALA turneului „L'Unità” s-a jucat la Florența pe  "Stadio Comunale" între: FC Baia Mare - AC Fiorentina scor 3 - 1.
- Echipa AC Fiorentina : Giovanni Galli, Marco Landucci, Mario Paradisi, Stefano Carobbi, Renzo Contratto, Antonello Cuccureddu, Armando Ferroni, Daniel Passarella, Celeste Pin, Federico Rossi, Giancarlo Antognoni, Giuseppe Bellini, Mario Bortolazzi, Gianni Cristiani, Andrea Manzo, Luciano Miani, Eraldo Pecci, Patrizio Sala, Alessandro Bertoni, Daniel Bertoni, Luca Cecconi, Sauro Fattori, Francesco Graziani, Daniele Massaro, Alessio Toracchi.
- Echipa AC Fiorentina era antrenată de Giancarlo De Sisti.
- Echipa FC Baia Mare : Vasile Moldovan, Ioan Hotico, Vasile Ignat, Ioan Tătăran, Alexandru Koller, Radu Pamfil, Marin Sabău, Lucian Bălan, Constantin Dragomirescu, Adalbert Rozsnyai, Gheorghe Tulba, Cristian Ene, Viorel Buzgău, Imre Szepi, Miron Borz.
- Antrenori echipei Fotbal Club Baia Mare erau: Paul Popescu și Nicolae Szabo.
- Despre acest turneu și implicit despre victoria obținită de echipa băimăreană au relatat unele cotidiene italiene: Tuttosport, Corriere dello Sport, L'Unità, La Nazione, La Gazetta dello Sport, Il Giornale, Il Mesagero.

### Cupa Cupelor 1982 - 1983.
- În sezonul 1982 - 1983 echipa Fotbal Club Baia Mare a jucat în Cupa Cupelor, deoarece  a fost finalistă în Cupa României în sezonul 1981 - 1982, iar Dinamo București a câștigat atât  Campionatul României cât și Cupa României.[150][151][152]
- Sorții au decis ca în primul tur al Cupei Cupelor echipa FC Baia Mare să întâlnească celebra echipă Real Madrid.
- Echipa Real Madrid a ajuns la Baia Mare cu un avion charter iar imediat după terminarea partidei, delegația spaniolă s-a întors la Madrid.
- În 15.09.1982 în primul tur din Cupa Cupelor, disputat la Baia Mare pe "Stadionul 23 August" în fața a 25.000 de suporteri FC Baia Mare - Real Madrid scor 0 - 0.[150]
- Prima manșă, disputată la Baia Mare pe "Stadionul 23 August", a fost una  relativ echilibrată.
- Ocaziile la cele două porți nu au fost multe, iar partida a fost una echilibrată.
- Cea mai mare ocazie a meciului a fost ratată de echipa FC Baia Mare în minutul 70  prin Alexandru Koller, care a trimis mingea, din lovitură liberă, în bara transversală, de unde mingea a ricoșat în poartă, însă arbitrul partidei a considerat că mingea a căzut pe linia porții, și nu a validat golul.
- Echipa FC Baia Mare a înscris un gol perfect valabil din lovitură liberă, executată de  Alexandru Koller, însă arbitrul Franz Woeher (Austria) la anulat.
- Echipa FC Baia Mare în prima manșă a Cupei Cupelor din ediția 1982 - 1983 disputată la Baia Mare pe "Stadionul 23 August": Vasile Moldovan, Ioan Hotico, Vasile Ignat, Ioan Tătăran, Alexandru Koller, Radu Pamfil, Marin Sabău, Lucian Bălan, Constantin Dragomirescu, Adalbert Rozsnyai, Gheorghe Tulba, Cristian Ene, Viorel Buzgău, Imre Szepi, Miron Borz.
- Antrenori echipei Fotbal Club Baia Mare erau: Paul Popescu și Nicolae Szabo.
- Echipa Real Madrid în prima manșă a Cupei Cupelor din ediția 1982 - 1983  disputată la Baia Mare pe "Stadionul 23 August":  Agustín Rodríguez, John Medgod, Benot Serano, Jose Antonio Camacho, Insidorio San Jose, Ricardo Gallego, Uli Stielike, Angel Santos, Santillana, Insidro Gonzalez, Juanito Gomez, Alfronso Fraile.
- Antrenorul echipei Real Madrid era: Alfredo Di Stefano.
- Pentru echipa spaniolă Real Madrid era greu de crezut, că divizionara secundă FC Baia Mare din România jucă de la egal la egal cu ei.
- În 29.09.1982 în returul din primul tur al  Cupei Cupelor, disputat la Madrid pe "Stadionul Santiago Bernabeu " în fața a 45.000 de spectatori FC Baia Mare - Real Madrid scor 2 - 5.[150]
- Echipa FC Baia Mare în returul din primul tur al  Cupei Cupelor, disputat la Madrid pe "Stadionul Santiago Bernabeu ": Vasile Moldovan, Ioan Hotico, Vasile Ignat, Ioan Tătăran, Alexandru Koller, Radu Pamfil, Marin Sabău, Lucian Bălan, Constantin Dragomirescu, Adalbert Rozsnyai, Gheorghe Tulba, Cristian Ene, Viorel Buzgău, Imre Szepi, Miron Borz.
- Echipa FC Baia Mare a reușit să deschidă prima scorul pe "Stadionul Santiago Bernabeu"  în min 12 prin Alexandru Koller, iar în min 89 marchează și Viorel Buzgau.[153]
- Echipa Real Madrid în returul din primul tur al  Cupei Cupelor, disputat la Madrid pe "Stadionul Santiago Bernabeu ": Agustín Rodríguez, Juan Jose, John Medgod, Benot Serano, Jose Antonio Camacho, Angel Santos, Ricardo Gallego, Insidro Gonzalez, Juanito Gomez, Santillana, García Hernández, Juan Alberto Acosta, Uli Stielike, Alfonso Fraile, Ito, Vicente del Bosque, García Remón.
- Pentru echipa Real Madrid au înscris: Juanito min 16, Isidro min 33, Hernandez min 45, Santillana min 47, Metgod min 71.

### Divizia B 1982 - 1983.
- În  sezon 1982 - 1983 al Diviziei B, Seria III echipa Fotbal Club Baia Mare are o evoluție excelentă, terminând campionatul  pe locul 1, devenind campioană și implicit promovează în Divizia  A.[154]
- Echipa Fotbal Club Baia Mare adunând un total de 47 puncte din 34 meciuri disputate, obținând 21 victorii, 5 egaluri și 8  înfrângeri, marcând 83 goluri și primind 29 goluri, cu un golaveraj de +54 goluri.

### Divizia A 1983 - 1984.
- În  sezon 1983 - 1984 al Diviziei A  echipa Fotbal Club Baia Mare are o evoluție foarte slabă, mult sub potențialul arătat în sezoanele precedente, terminând campionatul pe locul 15, reușind în extremis să se mențină pe prima scenă a fotbalului românesc.[155]
- Echipa Fotbal Club Baia Mare a adunat un total de 30  puncte din 34 meciuri disputate, obținând 12  victorii, 6 egaluri și 16 înfrângeri, marcând 40 goluri și primind 59 goluri, cu un golaveraj de  −19 goluri.
- În  sezon 1983 - 1984 al Diviziei A  echipa Fotbal Club Baia Mare din cele 17 meciuri disputate acasă pe "Stadionul 23 August" a adunat: 26 puncte, obținând 11 victorii, 4 egaluri și 2 înfrângeri.
- În  sezon 1983 - 1984 al Diviziei A  echipa Fotbal Club Baia Mare din cele 17 meciuri disputate în deplasare a adunat: 4 puncte, obținând 1 victorii, 2 egaluri și 14 înfrângeri.
- În  sezon 1983 - 1984 al Diviziei A  echipa Fotbal Club Baia Mare a reușit 9 etape consecutive fără înfrângere  disputate la Baia Mare pe "Stadionul 23 August", obținând 7 victorii și 2 egaluri.
- În  sezon 1983 - 1984 al Diviziei A  echipa Fotbal Club Baia Mare a câștigat 11 meciuri.

Cupa României  1983 - 1984.
- 07.12.1983 în șaisprezecimile Cupei României, disputată la Gheorgheni pe "Stadionul Municipal" între: Fotbal Club Baia Mare - Viitorul Gheorgheni scor 1 - 3.

Divizia  A 1984 - 1985.
- În  sezon 1984 - 1985 al Diviziei A echipa Fotbal Club Baia Mare are o evoluție foarte slabă, mult sub potențialul arătat în sezoanele precedente, terminând campionatul pe locul 17, nereușind  să se mențină pe prima scenă a fotbalului românesc, retrogradează în Divizia B.
- Echipa Fotbal Club Baia Mare a adunat un total de 26 puncte din 34 meciuri disputate, obținând 11  victorii, 4 egaluri și 19 înfrângeri, marcând 30 goluri și primind 46 goluri, cu un golaveraj de −16 goluri.
- În  sezon 1984 - 1985 al Diviziei A  echipa Fotbal Club Baia Mare din cele 17 meciuri disputate acasă pe "Stadionul 23 August" a adunat: 22 puncte, obținând 10 victorii, 2 egaluri și 5 înfrângeri.
- În  sezon 1984 - 1985 al Diviziei A  echipa Fotbal Club Baia Mare din cele 17 meciuri disputate în deplasare a adunat: 4 puncte, obținând 1 victorii, 2 egaluri și 14 înfrângeri.
- În  sezon 1984 - 1985 al Diviziei A  echipa Fotbal Club Baia Mare a reușit 6 etape consecutive fără înfrângere  disputate la Baia Mare pe "Stadionul 23 August", obținând 6 victorii.
- În  sezon 1984 - 1985 al Diviziei A  echipa Fotbal Club Baia Mare a câștigat 11 meciuri.
- În  sezon 1984 - 1985 al Diviziei A  echipa Fotbal Club Baia Mare, a pierdut la Craiova pe "Stadionul Ion Oblemenco" în fața echipei Universitatea Craiova scor 0 - 5.

Cupa României 1984 - 1985.
- În actualul sezon 1984 - 1985 al Cupei României, Fotbal Club Maramureș Baia Mare reușește să ajungă până în sferturi de finală.
- 29.11.1984 în șaisprezecimile de finală a Cupei României, disputată la Piatra Neamț pe "Stadionul Ceahlăul" între: Fotbal Club Baia Mare – Ceahlăul Piatra Neamț scor 1 – 0.
- 20.02.1985 în optimile de finală a Cupei României, disputată la Sibiu pe "Stadionul Municipal" între: Fotbal Club Maramureș Baia Mare – Sportul Studențesc scor 1 - 0.
- 27.02.1985 în sferturile de finală a Cupei României, disputată la Cluj Napoca pe "Stadionul Ion Moina" între:  Fotbal Club Baia Mare – Steaua București 0 - 1.

### Divizia B 1985 - 1994.
Divizia B 1985 - 1986. 
- În perioada 1985 - 1998 echipa Fotbal Club Baia Mare a purtat numele de Fotbal Club Maramureș Baia Mare.
- În  sezon 1985 - 1986 al Diviziei B, Seria III echipa Fotbal Club Maramureș Baia Mare are o evoluție excelentă, terminând campionatul  pe locul 2, devenind vicecampioană și ratând promovare la golaveraj în fața echipei Jiul Petroșani.
- Fotbal Club Maramureș Baia Mare a adunat un total de 48 puncte din 34 meciuri disputate, obținând 20 victorii, 8 egaluri și 6 înfrângeri, marcând 65 goluri și primind 29 goluri, cu un golaveraj de +36 goluri.
- În  sezon 1985 - 1986 al Diviziei B, Seria III echipa Fotbal Club Maramureș Baia Mare a terminat campionatul  pe locul 2, devenind vicecampioană.

Divizia B 1986 - 1987. 
- În  sezon 1986 - 1987 al Diviziei B, Seria III echipa Fotbal Club Maramureș Baia Mare are o evoluție excelentă, terminând campionatul  pe locul 2, devenind vicecampioană și ratând promovare în fața echipei Politehnica Timișoara.
- Fotbal Club Maramureș Baia Mare a adunat un total de 46 puncte din 34 meciuri disputate, obținând 19 victorii, 8 egaluri și 7 înfrângeri, marcând 69 goluri și primind 22 goluri, cu un golaveraj de +47 goluri.
- În  sezon 1986 - 1987 al Diviziei B, Seria III echipa Fotbal Club Maramureș Baia Mare a terminat campionatul  pe locul 2, devenind vicecampioană.

Divizia B 1987 - 1988.
- În  sezon 1987 - 1988 al Diviziei B, Seria III echipa Fotbal Club Maramureș Baia Mare are o evoluție bună, terminând campionatul  pe locul 4.
- Fotbal Club Maramureș Baia Mare a adunat un total de 36 puncte din 34 meciuri disputate, obținând 15 victorii, 6 egaluri și 13 înfrângeri, marcând 43 goluri și primind 32 goluri, cu un golaveraj de +11 goluri.

Cupa României  1987 - 1988.
- 27.02.1988 în șaisprezecimile Cupei României, disputată la Baia Mare pe "Stadionul 23 August" între: Fotbal Club Maramureș Baia Mare - Politehnica Timișoara scor 3 - 0.
- 10.04.1988 în optimile Cupei României, disputată la Baia Mare pe "Stadionul 23 August" între: Fotbal Club Maramureș Baia Mare - Steaua București scor 1 - 3.

Divizia B 1988 - 1989.
- În  sezon 1988 - 1989 al Diviziei B, Seria III echipa Fotbal Club Maramureș Baia Mare are o evoluție bună, terminând campionatul  pe locul 6.
- Fotbal Club Maramureș Baia Mare a adunat un total de 36 puncte din 34 meciuri disputate, obținând 16 victorii, 4 egaluri și 14 înfrângeri, marcând 62 goluri și primind 51 goluri, cu un golaveraj de +11 goluri.

Divizia B 1989 - 1990.
- În  sezon 1989 - 1990 al Diviziei B, Seria III echipa Fotbal Club Maramureș Baia Mare are o evoluție bună, terminând campionatul  pe locul 3.
- Fotbal Club Maramureș Baia Mare a adunat un total de 39 puncte din 34 meciuri disputate, obținând 16 victorii, 7 egaluri și 11 înfrângeri, marcând 50 de goluri și primind 26 de goluri, cu un golaveraj de +24 de goluri.
- În  sezon 1989 - 1990 al Diviziei B, Seria III, diferența dintre locul 2 și locul 3 s-a făcut la goluri marcate, iar echipa Fotbal Club Maramureș Baia Mare a avut mai puține goluri marcate decât  UTA Arad.

Divizia B 1990 - 1991.
- În  sezon 1990 - 1991 al Diviziei B, Seria III echipa Fotbal Club Maramureș Baia Mare are o evoluție bună, terminând campionatul  pe locul 4.
- Fotbal Club Maramureș Baia Mare a adunat un total de 40 puncte din 34 meciuri disputate, obținând 18 victorii, 4 egaluri și 12 înfrângeri, marcând 84 de goluri și primind 42 de goluri, cu un golaveraj de +42 de goluri.
- În  sezon 1990 - 1991 al Diviziei B, Seria III, echipa Fotbal Club Maramureș Baia Mare a terminat campionatul pe locul 4, la doar 1 punct diferența  de locul  3 ocupat de rivala istorică Olimpia Satu Mare.

Divizia B 1991 - 1992.
- În  sezon 1991 - 1992 al Diviziei B, Seria III echipa Fotbal Club Maramureș Baia Mare are o evoluție bună, terminând campionatul pe locul 2, devenind vicecampioană.
- Fotbal Club Maramureș Baia Mare a adunat un total de 50 puncte din 34 meciuri disputate, obținând 22 victorii, 6 egaluri și 6 înfrângeri, marcând 75 de goluri și primind 26 de goluri, cu un golaveraj de +49 de goluri.
- În  sezon 1991 - 1992 al Diviziei B, Seria III, echipa Fotbal Club Maramureș Baia Mare a terminat campionatul pe locul 2, la doar 3 puncte diferența  de primul locul ocupat de Universitatea Cluj.

Divizia B 1992 - 1993.
- În  sezon 1992 - 1993 al Diviziei B, Seria II echipa Fotbal Club Maramureș Baia Mare are o evoluție acceptabil, terminând campionatul pe locul 6.
- Fotbal Club Maramureș Baia Mare a adunat un total de 50 puncte din 34 meciuri disputate, obținând 16 victorii, 3 egaluri și 15 înfrângeri, marcând 70 de goluri și primind 51 de goluri, cu un golaveraj de +19 de goluri.
- În  sezon 1992 - 1993 al Diviziei B, Seria II, echipa Fotbal Club Maramureș Baia Mare a terminat campionatul pe locul 6, la doar 4 puncte diferența  de ultimul locul pe podium ocupat de Jiul Petroșani.

Cupa României  1992 - 1993.
- În actualul sezon 1992 - 1993 al Cupei României, Fotbal Club Maramureș Baia Mare reușește să ajungă până în semifină.
- 28.02.1993 în șaisprezecimile Cupei României, disputată la Baia Mare pe "Stadionul Dealul Florilor" între: Fotbal Club Maramureș Baia Mare - Politehnica Timișoara scor 5 - 1.
- 17.03.1993 în optimile Cupei României, disputată la Alba Iulia pe "Stadionul Municipal Cetate" între: Fotbal Club Maramureș Baia Mare - I.C.I.M. Brașov 4 - 2.
- 21.04.1993 în turul sfertului de finală a Cupei României, disputată la Baia Mare pe "Stadionul Dealul Florilor" între: Fotbal Club Maramureș Baia Mare - Fotbal Club Inter Sibiu scor  2 - 2.
- 28.04.1993 în returul sfertului de finală a Cupei României, disputată la Sibiu pe "Stadionul Municipal" între: Fotbal Club Maramureș Baia Mare - Fotbal Club Inter Sibiu scor  1 - 0.
- 12.05.1993 în turul semifinalei Cupei României, disputată la Brăila pe "Stadionul Municipal" între: Fotbal Club Maramureș Baia Mare - Dacia Unirea Brăila scor  2 - 3.
- 19.05.1993 în returul semifinalei  Cupei României, disputată la Baia Mare pe "Stadionul Dealul Florilor" între: Fotbal Club Maramureș Baia Mare - Dacia Unirea Brăila scor  1 - 1.

Divizia B 1993 - 1994.
- În  sezon 1993 - 1994 al Diviziei B, Seria II echipa Fotbal Club Maramureș Baia Mare are o evoluție excepțională, aproape fără greșeală, terminând campionatul pe locul 1, devenind campioană și implicit calificarea în Divizia A.
- Fotbal Club Maramureș Baia Mare a adunat un total de 56 puncte din 34 meciuri disputate, obținând 25 victorii, 6 egaluri și 3 înfrângeri, marcând 94 de goluri și primind 42 de goluri, cu un golaveraj de +52 de goluri.
- În  sezon 1993 - 1994 al Diviziei B, Seria II echipa Fotbal Club Maramureș Baia Mare are o evoluție excepțională, terminând campionatul pe locul 1.

### Divizia A 1994 - 1995.
Divizia  A 1994 - 1995.
- În  sezon 1994 - 1995 al Diviziei A  echipa Fotbal Club Maramureș Baia Mare are o evoluție foarte slabă, mult sub potențialul, terminând campionatul pe locul 17, nereușind  să se mențină pe prima șcenă a fotbalului românesc, iar la finalul sezonului retrogradează în Divizia B.
- Echipa Fotbal Club Maramureș Baia Mare a adunat un total de 27 puncte din 34 meciuri disputate, obținând 6  victorii, 9 egaluri și 19 înfrângeri, marcând 34 goluri și primind 69 goluri, cu un golaveraj de  −35 goluri.
- În  sezon 1994 - 1995 al Diviziei A  echipa Fotbal Club Maramureș Baia Mare din cele 17 meciuri disputate acasă pe "Stadionul 23 August" a adunat: 22 puncte, obținând 6 victorii, 4 egaluri și 7 înfrângeri.
- În  sezon 1994 - 1995 al Diviziei A  echipa Fotbal Club Maramureș Baia Mare din cele 17 meciuri disputate în deplasare a adunat: 5 puncte, obținând 1 victorii, 5 egaluri și 12 înfrângeri.
- În  sezon 1994 - 1995 al Diviziei A  echipa Fotbal Club Maramureș Baia Mare a reușit 4 etape consecutive fără înfrângere  disputate la Baia Mare pe "Stadionul 23 August", obținând 3 victorii, 1 egal.
- În  sezon 1994 - 1995 al Diviziei A  echipa Fotbal Club Maramureș Baia Mare a câștigat 6 meciuri.

Cupa României  1994 - 1995.
- În actualul sezon 1992 - 1993 al Cupei României, Fotbal Club Maramureș Baia Mare reușește să ajungă până în sferturi de finală.
- 26.02.1995 în șaisprezecimile Cupei României, disputată la Baia Mare pe "Stadionul Dealul Florilor" între: Fotbal Club Maramureș Baia Mare - Ceahlăul Piatra Neamț scor 1 - 0.
- 15.03.1995 în optimile Cupei României, disputată la Alba Iulia pe "Stadionul Municipal Cetate" între: Fotbal Club Maramureș Baia Mare - AS Rocar București 5 - 0.
- 12.04.1995 în turul sfertului de finală a Cupei României, disputată la Baia Mare pe "Stadionul Dealul Florilor" între: Fotbal Club Maramureș Baia Mare - Rapid București scor  1 - 4.
- 28.04.1993 în returul sfertului de finală a Cupei României, disputată la Sibiu pe "Stadionul Municipal" între: Fotbal Club Maramureș Baia Mare - Fotbal Club Inter Sibiu scor  1 - 0.
- 12.05.1993 în turul semifinalei Cupei României, disputată la Brăila pe "Stadionul Municipal" între: Fotbal Club Maramureș Baia Mare - Dacia Unirea Brăila scor  2 - 3.
- 19.05.1993 în returul semifinalei  Cupei României, disputată la Baia Mare pe "Stadionul Dealul Florilor" între: Fotbal Club Maramureș Baia Mare - Dacia Unirea Brăila scor  1 - 1.

### Divizia B 1995 - 1999.
Divizia  B 1995 - 1996.
- În  sezon 1995 - 1996 al Diviziei B, Seria II echipa Fotbal Club Maramureș Baia Mare are o evoluție slabă, terminând campionatul pe locul 13, aproape de retrogradare.
- Fotbal Club Maramureș Baia Mare a adunat un total de 45 puncte din 34 meciuri disputate, obținând 13 victorii, 6 egaluri și 15 înfrângeri, marcând 48 de goluri și primind 55 de goluri, cu un golaveraj de −7 de goluri.
- În  sezon 1993 - 1994 al Diviziei B, Seria II echipa Fotbal Club Maramureș Baia Mare are o evoluție slabă, terminând campionatul pe locul 13, aproape de retrogradare.

Divizia  B 1996 - 1997.
- În  sezon 1996 - 1997 al Diviziei B, Seria II echipa Fotbal Club Maramureș Baia Mare are o evoluție ștearsă la fel ca și în sezonul trecut, terminând campionatul pe locul 14, aproape de retrogradare.
- Fotbal Club Maramureș Baia Mare a adunat un total de 43 puncte din 34 meciuri disputate, obținând 12 victorii, 7 egaluri și 15 înfrângeri, marcând 44 de goluri și primind 49 de goluri, cu un golaveraj de −5 de goluri.
- În  sezon 1996 - 1997 al Diviziei B, Seria II echipa Fotbal Club Maramureș Baia Mare are o evoluție slabă, terminând campionatul pe locul 13, aproape de retrogradare.

Divizia  B 1997 - 1998.
- În  sezon 1997 - 1998 al Diviziei B, Seria II echipa Fotbal Club Maramureș Baia Mare are o evoluție foarte bună, după două sezoane dezamăgitoare.
- Fotbal Club Maramureș Baia Mare a adunat un total de 60 puncte din 34 meciuri disputate, obținând 18 victorii, 6 egaluri și 10 înfrângeri, marcând 65 de goluri și primind 36 de goluri, cu un golaveraj de +29 de goluri.
- În  sezon 1997 - 1998 al Diviziei B, Seria II echipa Fotbal Club Maramureș Baia Mare are o evoluție foarte bună, terminând campionatul pe locul 3, la un  1 punct de locul 2, obținut de echipa Electroputere Craiova.  Ratând șansa să ajungă în play off.

Cupa României  1997 - 1998.
- În actualul sezon 1997 - 1998 al Cupei României, Fotbal Club Maramureș Baia Mare se oprește în șaisprezecimi.
- 12.11.1997 în șaisprezecimile Cupei României, disputată la Baia Mare pe "Stadionul Dealul Florilor" între: Fotbal Club Maramureș Baia Mare - FC Argeș Pitești scor 0 - 2.

Divizia  B 1998 - 1999.
- În  sezon 1998 - 1999 al Diviziei B, Seria II echipa Fotbal Club Baia Mare are o evoluție foarte slabă, după  parcursul foarte bun din sezonul precedent.
- În vara anului 1998  echipa Fotbal Club Maramureș Baia Mare își schimbă numele în F.C. Baia Mare.
- Fotbal Club Baia Mare a adunat un total de 39 puncte din 34 meciuri disputate, obținând 11 victorii, 6 egaluri și 17 înfrângeri, marcând 45 de goluri și primind 53 de goluri, cu un golaveraj de −8 de goluri.
- În  sezon 1998 - 1999 al Diviziei B, Seria II echipa Fotbal Club Baia Mare, terminând campionatul pe locul 17, retrogradând în Divizia C.

### Din C în B în A 1999 - 2001.
Divizia  C 1999 - 2000.
- În  sezon 1999 - 2000 al Diviziei C, Seria VI echipa Fotbal Club Baia Mare are o evoluție excelentă, după parcursul bun din campionat, la final reușește să se claseze pe primul loc, devenind campioană și promovarea în Divizia B.
- Fotbal Club Baia Mare a adunat un total de 72 puncte din 30 meciuri disputate, obținând 22 victorii, 6 egaluri și 2 înfrângeri, marcând 80 de goluri și primind 23 de goluri, cu un golaveraj de +57 de goluri.

Diviziei B  2000 - 2001.
- În  sezon 2000 - 2001 al Diviziei B, Seria II echipa Fotbal Club Baia Mare are o evoluție foarte bună, terminând campionatul pe locul 2, la o diferență de un  1 punct de Uzina Mecanică Timișoara care a obținut promovarea directă în Divizia  A.
- Fotbal Club Baia Mare a adunat un total de 59 puncte din 30 meciuri disputate, obținând 18 victorii, 5 egaluri și 7 înfrângeri, marcând 50 de goluri și primind 22 de goluri, cu un golaveraj de +28 de goluri.
- În  sezon 2000 - 2001 al Diviziei B, Seria II echipa Fotbal Club Baia Mare  a terminat campionatul pe locul 2, și implicit locul în play off, pentru a promova în prima ligă.
- 20.06.2001 în turul play-off-ului disputat la Baia Mare pe "Stadionul Dealul Florilor" între: echipa Fotbal Club Maia Mare - Foresta Fălticeni scor 1 - 0.
- 24.06.2001 în returul play-off-ului disputat la Suceava pe "Stadionul Arenei" între: echipa Fotbal Club Baia Mare - Foresta Fălticeni scor 1 - 2.
- În sezonul  2000 - 2001 echipa Fotbal Club Baia Mare a reușit să promoveze în prima ligă din România, datorită golului marcat în deplasare.
- Golul calificări  echipei Fotbal Club Baia Mare în prima ligă a fost dat în minutul 31 de fundașul Ciocan printr-o execuție superbă din lovitură liberă.
- Echipa a fost antrenata de Costel Orac

Cupa României  2000 - 2001.
- În actualul sezon 2000 - 2001 al Cupei României, Fotbal Club Baia Mare se oprește în optimi.
- 06.09.2000 în șaisprezecimile Cupei României, disputată la Baia Mare pe "Stadionul Dealul Florilor" între: Fotbal Club  Baia Mare - Gaz Metan Mediaș scor 1 - 0.
- 08.11.2000 în optimile Cupei României, disputată la Baia Mare pe "Stadionul Dealul Florilor" între: Fotbal Club Maramureș Baia Mare - Rapid București scor 0 - 1.

Divizia  A  2001 - 2002.
- Deoarece Echipa F.C. Baia Mare nu trecea printr-o perioadă economică prea bună, Heinrich Schorsch președintele de atunci al echipei vinde locul din Divizia  A, echipei Fotbal Club Municipal Bacău.
- În iunie 2001, patronul clubului Heinrich Schorsch  nu înscrie echipa F.C. Baia Mare în prima ligă, acuzând neimplicarea factorilor locali.
- Acesta vinde locul echipei F.C. Baia Mare din Divizia  A cu un 1mil $, echipei din Bacău.
- A fost ultima dată când astfel de practică s-a făcut în fotbalul românesc, Federația Română de Fotbal (FRF) a interzis astfel de practici.

### Alternări din B în C 2001 - 2010.
Divizia B 2001 - 2002.
- În  sezon 2001 - 2002 al Diviziei B, Seria II echipa Fotbal Club Baia Mare are o evoluție foarte bună, terminând campionatul pe locul 2, la egalitate de puncte cu  UTA  Arad care a obținut promovarea directă în Divizia  A.
- Fotbal Club Baia Mare a adunat un total de 63 puncte din 30 meciuri disputate, obținând 19 victorii, 6 egaluri și 5 înfrângeri, marcând 60 de goluri și primind 21 de goluri, cu un golaveraj de +39 de goluri.
- În  sezon 2001 - 2002 al Diviziei B, Seria II echipa Fotbal Club Baia Mare  a terminat campionatul pe locul 2, și implicit locul în play off, pentru a promova în prima ligă.
- În  sezon 2001 - 2002 al Diviziei B, Seria II echipa Fotbal Club Baia Mare  a terminat campionatul pe locul 2, în spatele formației UTA  Arad.
- Diferența la finalul sezonului dintre primele două echipe clasate, s-a făcut la  meciurile directe dintre ele, astfel UTA  Arad a reușit promovarea directă, în schimb ce F.C. Baia Mare  a jucat în play off.
- 08.06.2002	în turul play-off-ului disputat la Constanța pe "Stadionul Farul" între: echipa Fotbal Club Maia Mare - Farul Constanța scor 0 - 1.
- 12.06.2002 în returul play-off-ului disputat la Baia Mare pe "Stadionul Dealul Florilor" între: echipa Fotbal Club Maia Mare - Farul Constanța scor 0 - 0.
- În 2002 echipa Fotbal Club Baia Maia  a pierdut play off, implicit și promovarea în prima ligă din România.

Divizia B 2002 - 2003.
- În  sezon 2002 - 2003 al Diviziei B, Seria II echipa Fotbal Club Baia Mare are o evoluție foarte slabă, terminând campionatul pe locul 14.
- Fotbal Club Baia Mare a adunat un total de 26 puncte din 28 meciuri disputate, obținând 7 victorii, 5 egaluri și 16 înfrângeri, marcând 26 de goluri și primind 42 de goluri, cu un golaveraj de −16 goluri.

Cupa României 2002 - 2003.
- În actualul sezon 2002 - 2003 al Cupei României, Fotbal Club Baia Mare se oprește în șaisprezecimi.
- 06.11.2002 în șaisprezecimile Cupei României, disputat la Baia Mare pe "Stadionul Dealul Florilor" între: Fotbal Club Baia Mare – FC Brașov  scor 0 - 0. 0 – 1 ( gol de aur )

Divizia B 2003 - 2004.
- În  sezon 2003 - 2004 al Diviziei B, Seria III echipa Fotbal Club Baia Mare are o evoluție foarte slabă, terminând campionatul pe locul 15.
- Fotbal Club Baia Mare a adunat un total de 15 puncte din 30 meciuri disputate, obținând 4 victorii, 3 egaluri și 23 înfrângeri, marcând 30 de goluri și primind 86 de goluri, cu un golaveraj de −56 goluri.
- Echipa la finalul sezonului a retrogradat în Divizia C.

Divizia C 2004 - 2005.
- În  sezon 2004 - 2005 al Divizia C, Seria IX echipa Fotbal Club Baia Mare are o evoluție foarte slabă, terminând campionatul pe locul 9.
- Fotbal Club Baia Mare a adunat un total de 35 puncte din 24 meciuri disputate, obținând 12 victorii, 6 egaluri și 6 înfrângeri, marcând 38 de goluri și primind 18 de goluri, cu un golaveraj de −20 goluri.
- F.C. Baia Mare a fost penalizată cu 7 puncte pentru că în sezonul 2003 - 2004 al Divizia B, nu și-a îndeplinit norma de puncte.

Cupa României 2004 - 2005.
- În actualul sezon 2004 - 2005 al Cupei României, Fotbal Club Baia Mare se oprește în Turul II.
- 21.07.2004 țn Turul II al Cupei României, disputat la Baia Mare pe "Stadionul Dealul Florilor" între: Fotbal Club Baia Mare – Gloria Renel Baia Mare scor 2 - 3.

Divizia C 2005 - 2006.
- În  sezon 2005 - 2006 al Divizia C, Seria VIII  echipa Fotbal Club Baia Mare are o evoluție foarte bună, terminând campionatul pe locul 1.
- Fotbal Club Baia Mare a adunat un total de 58 puncte din 24 meciuri disputate, obținând 19 victorii, 1 egaluri și 4 înfrângeri, marcând 52 de goluri și primind 13 de goluri, cu un golaveraj de +39 goluri.
- Echipa Fotbal Club Baia Mare a devenit campioană și l-a finalul sezonului promovează în Divizia B.

Cupa României 2005 – 2006.
- În actualul sezon 2005 - 2006 al Cupei României, Fotbal Club Baia Mare se oprește în Turul V.
- 30.07.2005 țn Turul II al Cupei României, disputat la Baia Mare pe "Stadionul Dealul Florilor" între: Fotbal Club Baia Mare – AS Tisa Sighetu Marmației scor 3 - 0.
- 10.08.2005 în Turul III a Cupei României, disputat la Baia Mare pe "Stadionul Dealul Florilor" între: Fotbal Club Baia Mare – Victoria Uriu  scor 3 - 1.
- 19.08.2005 în Turul IV a Cupei României, între: Fotbal Club Baia Mare – Victoria Carei scor 3 - 0.
- 30.08.2005 în Turul V a Cupei României, disputat la Baia Mare pe "Stadionul Dealul Florilor" între: Fotbal Club Baia Mare – Gloria Bistrița II scor 0 – 0 și 3 – 4 penalty

Divizia B 2006 - 2007.
- În  sezon 2006 - 2007 al Diviziei B, Seria II echipa Fotbal Club Baia Mare are o evoluție foarte slabă, terminând campionatul pe locul 16.
- Fotbal Club Baia Mare a adunat un total de 35 puncte din 34 meciuri disputate, obținând 9 victorii, 8 egaluri și 17 înfrângeri, marcând 27 de goluri și primind 54 de goluri, cu un golaveraj de −27 goluri.
- Echipa la finalul sezonului a retrogradat în Divizia C.

Cupa României 2006 – 2007.
- În actualul sezon 2006 - 2007 al Cupei României, Fotbal Club Baia Mare se oprește în Turul VI.
- 29.08.2006 în Turul IV a Cupei României, disputată la Baia Mare pe "Stadionul Dealul Florilor" între: Fotbal Club Baia Mare – FC Baia Mare II scor 5 - 0.
- 12.09.2006 în Turul V a Cupei României, disputată la Beclean pe "Stadionul Someșul": Fotbal Club Baia Mare – Someș Gaz Beclean scor 4 - 3.
- 03.10.2006 In Turul VI a Cupei României, disputată la Satu Mare pe "Stadionul Olimpia" între: Fotbal Club Baia Mare – Someșul Satu Mare  scor 0 - 1.

Divizia C 2007 - 2008.
- În  sezon 2007 - 2008 al Divizia C, Seria VI  echipa Fotbal Club Baia Mare are o evoluție foarte bună, terminând campionatul pe locul 3.
- Fotbal Club Baia Mare a adunat un total de 64 puncte din 34 meciuri disputate, obținând 19 victorii, 7 egaluri și 8 înfrângeri, marcând 64 de goluri și primind 26 de goluri, cu un golaveraj de +38 goluri.

Cupa României  2007 - 2008.
- În actualul sezon 2007 - 2008 al Cupei României, Fotbal Club Baia Mare se oprește în șaisprezecimi.
- In Turul II al Cupei României, disputat la Baia Mare pe "Stadionul Dealul Florilor" între: Fotbal Club Baia Mare – Olimpia Satu Mare scor 3 - 2.
- 15.08.2007 în Turul III a Cupei României, disputat la Baia Mare pe "Stadionul Dealul Florilor" între: Fotbal Club Baia Mare – CS Bihorul Beiuș scor 2 - 0.
- 29.08.2007 în Turul IV a Cupei României, între: Fotbal Club Baia Mare – Industria Sârmei Câmpia Turzii scor 2 - 0.
- 04.09.2007 în Turul V a Cupei României, disputat la Baia Mare pe "Stadionul Dealul Florilor" între: Fotbal Club Baia Mare – CS Arieșul Turda scor 2 - 0.
- 26.09.2007 în șaisprezecimile Cupei României, disputată la Baia Mare pe "Stadionul Dealul Florilor" între: Fotbal Club Baia Mare - Unirea Urziceni scor 1 - 4.

Divizia C 2008 - 2009.
- În  sezon 2008 - 2009 al Divizia C, Seria VI  echipa Fotbal Club Baia Mare are o evoluție foarte bună, terminând campionatul pe locul 1.
- Fotbal Club Baia Mare a adunat un total de 82 puncte din 34 meciuri disputate, obținând 25 victorii, 7 egaluri și 2 înfrângeri, marcând 65 de goluri și primind 16 de goluri, cu un golaveraj de +49 goluri.
- Echipa Fotbal Club Baia Mare a devenit campioană și l-a finalul sezonului promovează în Divizia B.

Cupa României 2008 - 2009.
- În actualul sezon 2008 - 2009 al Cupei României, Fotbal Club Baia Mare se oprește în Turul III.
- In Turul I a Cupei României, disputată la Baia Mare pe "Stadionul Dealul Florilor" între: Fotbal Club Baia Mare – Sălajul Șag scor 10 -0.
- In Turul II a Cupei României, disputată la Baia Mare pe "Stadionul Dealul Florilor" între: Fotbal Club Baia Mare – CSM Sighetu Marmației  scor 1 -0.
- In Turul III a Cupei României, disputat între: Fotbal Club Baia Mare – FC Silvania Șimleu  scor 1 -2.

Divizia B 2009 - 2010.
- În  sezon 2009 - 2010 al Diviziei B, Seria II echipa Fotbal Club Baia Mare are o evoluție foarte slabă, terminând campionatul pe locul 16.
- Fotbal Club Baia Mare a adunat un total de 44 puncte din 32 meciuri disputate, obținând 11 victorii, 11 egaluri și 10 înfrângeri, marcând 34 de goluri și primind 35 de goluri, cu un golaveraj de −1 goluri.
- Echipa F.C. Baia Mare la finalul sezonului, datorită problemelor financiare, a fost retrogradată de (FRF),iar ulterior și dezafiliată.

Cupa României 2009 - 2010.
- În actualul sezon 2009 - 2010 al Cupei României, Fotbal Club Baia Mare se oprește în Faza IV-a.
- 25.08.2009 în Faza IV-a a Cupei României, disputată la Baia Mare pe "Stadionul Dealul Florilor" între: Fotbal Club Baia Mare - Gloria Bistrița II scor 0 - 1.

Inactivitate

## Stadion
Arena sportivă de-a lungul timpului a purtat mai multe denumiri:
- Stadionul Orășenesc (1896 - 1923)
- Stadionul Municipal (1923 - 1950)
- Stadionul 23 August (1950 - 1990)
- Stadionul Dealul Florilor (1990 - 2010)
- Stadionul Viorel Mateianu (2010 - prezent)

Stadionul Orășenesc (1896 - 1923)
- Încă  din 1896,pe Câmpul Tineretului din Baia Mare se joacă fotbal pe vechiul  Stadion Orășenesc.[21][22]
- Încă  din 1 iunie 1903 de când sa înființat echipa  “Fotbal Club Baia Mare“, acesta își dispută meciurile de acasă pe arena amplasată pe Câmpul Tineretului  nr 1.[204]
- Stadionul Orășenesc era unul rudimentar, cu tribune de lemn.
- Acest stadion era unul rudimentul, cu tribune de lemn, unde echipa “Fotbal Club Baia Mare“ juca meciurile de acasă.
- În 31 iulie 1903 echipa “Fotbal Club Baia Mare“ a disputat primul meci de fotbal, împotriva Șepcilor ALBASTRE și ALBE.[205]
- În data de 20 august 1903 în ziarul “Nágybanya” se relatează  o invitația, azi după masă la ora 17:00 pe Arena Orașului, echipa locală de fotbal“Fotbal Club Baia Mare“ va susține un meci de fotbal.[206][207]

Stadionul Municipal (1923 - 1950)
- Pentru Baia Mare devenea tot mai evident necesitatea construiri unui stadion modern pentru susținerea sportului.
- Altfel în anul 1922 au început lucrările noului stadion de fotbal, prevăzut și cu o pistă de atletism cu 6 benzii, cu capacitatea de 16.000 mii de locuri.[208]
- În 9 aprilie 1923 se inaugurează, pe actualul amplasament, stadionul de fotbal, cu meciul din campionat între Club Sportiv Baia Mare (C.S.B.) - Stăruința Oradea, scor 0-1.[209]
- În 21 iunie 1931 are loc primul meci de fotbal cu caracter internațional dintre Phoenix Baia Mare - Debreceni Vasutas Sport Club 1 - 4.[210]
- În  anul 1934  primul succes internațional Phoenix Baia Mare - Hkoah Viena (Austria) 1 - 0.[211]

Stadionul 23 August (1950 - 1990)
- În anul 1950, Stadionul 23 August a fost conceput ca un stadion olimpic, pe care se puteau desfășura meciuri internaționale.[212]
- În afară de evenimentele fotbalistice, se desfășurau manifestări sportive de importanța națională.
- Stadionul a fost conceput la început cu instalație de nocturnă, dar lucrarea nu s-a finalizat.
- La acea vreme, arena  din Baia Mare era una dintre cele mai moderne din țară.
- Arena sportivă, avea și pistă de alergare cu 6 benzi.
- În  9 august 1953 se desfășoară meciul de fotbal între Metalul Baia Mare - Strum Sanct Polten (Austria) 4 - 4 în fața unei asistență de 15.000 spectatori.[213]
- În 1956  se dispută primul meci în nocturnă din Baia Mare, între Energia Baia Mare - Varos Meteor Mateszalka (Ungaria)  5 - 0.[214]
- În perioada  anilor 1970 - 1990, datorită jocului spectaculos și inovator  practicat de echipa Fotbal Club Baia Mare  asistau la meciuri între 25.000 - 30.000  de  spectatori.[38]
- În  15 septembrie  1982 în prima manșă din Cupa Cupelor, disputață la Baia Mare în fața a 25.000 spectatorii FC Baia Mare - Real Madrid scor 0 - 0.[150]
- Echipa Fotbal Club Baia Mare a înscris un gol perfect valabil prin Alexandru Koller, însă albitrul Franz Woeher (Austria) la anulat.
- Pe final de meci, echipa Fotbal Club Baia Mare a avut și o bară,tot prin Alexandru Koller.
- Echipa Fotbal Club Baia Mare în prima manșă a Cupei Cupelor din ediția 1982 - 1983: Adalbert Rozsnyai, Imre Szepi, Miron Borz, Marin Sabau, Alexandru Koller, Radu Pamfil, Cristian Ene, Ioan Tătăran, Lucian Bălan, Constantin Dragomirescu, Viorel Buzgau, Vasile Moldovan.
- Echipa Real Madrid în prima manșă a Cupei Cupelor din ediția 1982 - 1983:Agustín Rodríguez, John Medgod, Benot Serano, Jose Antonio Camacho, Insidorio San Jose, Uli Stielike, Ricardo Gallego, Insidorio San Jose, Ricardo Gallego, Insidro Gonzalez, Angel Santos, Santillana, Juanito Gomez, Alfronso Fraile.

Stadionul Dealul Florilor (1990 - 2010)  
- În 19 septembrie 2007 „Generației de Aur”, a Echipei Naționale de Fotbal a României, a jucat un meci caritabil în fața a aproximativ 16.000 de spectatori: Bogdan Stelea, Florin Prunea, Dan Petrescu, Daniel Prodan, Miodrag Belodedici, Tibor Selymes, Iulian Filipescu, Gheorghe Popescu, Gheorghe Mihali, Liviu Ciubotariu, Ovidiu Sabău, Basarab Panduru, Anton Doboș, Dorinel Munteanu, Gheorghe Hagi, Ilie Dumitrescu, Viorel Moldovan, Marius Lăcătuș, Florin Răducioiu, Adrian Ilie, Costel Gâlcă, Ionuț Lupescu.[215][216]
- În 14 mai 2008 echipa CSA Steaua București care a câștigat Cupa Campionilor Europeni, a susținut un meci caritabil.[217]
- În anii 2007 și 2008, în  cadrul Sărbători Castanelor,pe scena amplasată pe stadion au avut loc mai multe spectacole susținute de artiști: Ansamblu  Național Transilvania, Holograf, Voltaj, Hi-Q, Proconsul (formație),  3 Sud Est, Andra.[218]
- În perioada 2008 - 2010 municipiul Baia Mare a cerut sprijin financiar la Ministerul Tineretului și Sportului, pentru modernizarea  arenei sportive  din Baia Mare la  standarde europene.[219]
- Neprimind sprijin financiar,modernizararea arenei sportive sa oprit.
- Totuși o reabilitare parțială a fost făcută, doar cu fondurile provenite de la consiliul local al  municipiului Baia Mare.
- În momentul de față capacitatea arenei este redusă la jumătate (8.000 mii locuri pe scaune), din motive de siguranță.
- În 04.06.2003 pe "Stadionul Dealul Florilor" din Baia Mare s-a jucat finala campionatului din Liga IV - MM între echipele Gloria Baia Mare - Ocna Șugatag scor 3 - 2.[220]
- În 30.06.2006 pe "Stadionul Dealul Florilor" din Baia Mare s-a jucat un meci amical între FC Baia Mare - Italsofa scor 10 - 6.[221]
- În 04.06.2009 pe "Stadionul Dealul Florilor" din Baia Mare s-a jucat finala campionatului din Liga IV - MM între echipele Someșul Ulmeni - Borșa scor 6 - 1.[222]

## Palmares

### România
SuperLiga României: (10) - prezențe
- Sezoane:1937-1938; 1938-1939; 1939-1940; 1964-1965; 1978-1979; 1979-1980; 1980-1981; 1983-1984; 1984-1985; 1994-1995
- 1940, echipa este exclusă din campionatul României, prin  Dictatul de la Viena.
- 2001, echipa promovează în Divizia A, însă la scurt timp își vinde locul.
- Cea mai bună clasare: Locul 4 (1): 1980
- Cea mai bună clasare: Locul 5 (2): 1938, 1979

Liga II: (53) - prezențe
- Sezoane: 1935; 1936; 1937; 1947; 1948; 1949; 1950; 1951; 1952; 1953; 1954; 1955; 1957; 1958; 1959; 1960; 1961; 1962; 1963; 1964; 1966; 1967; 1968; 1969; 1970; 1971; 1972; 1973; 1974; 1975; 1976; 1977; 1978; 1982; 1983; 1986; 1987; 1988; 1989; 1990; 1991; 1992; 1993; 1994; 1996; 1997; 1998; 2001; 2002; 2003; 2004; 2007; 2010

 Campioană (8):1935, 1936, 1937, 1948, 1964, 1978, 1983, 1994
 Vicecampioană (11):1960; 1961; 1966; 1967; 1972; 1982; 1986; 1987; 1992; 2001; 2002
- În sezonul 1934 - 1935 al Diviziei B, echipa Fotbal Club Baia Mare a obținut 14 victorii din 14 meciuri disputate în campionat.
- Fotbal Club Baia Mare este singura echipă din istoria Ligii profesioniste din România care a câștigat toate meciurile unui sezon competițional.

Liga III: (6) - prezențe
- Sezoane: 1956; 2000; 2005; 2006; 2008; 2009

 Campioană (4):1956, 2000, 2006, 2009
Cupa României: (69) - prezențe
- Sezoane:1934;  1935; 1936; 1937; 1938; 1939; 1940; 1948; 1949; 1950; 1951; 1952; 1953; 1954; 1955; 1956; 1958; 1959; 1960; 1961; 1962; 1963; 1964; 1965; 1966; 1967; 1968; 1969; 1970; 1971; 1972; 1973; 1974; 1975; 1976; 1977; 1978; 1979; 1980; 1981; 1982; 1983; 1984; 1985; 1986; 1987; 1988; 1989; 1990; 1991; 1992; 1993; 1994; 1995; 1996; 1997; 1998; 1999; 2000; 2001; 2002; 2003; 2004; 2005; 2006; 2007; 2008; 2009; 2010

 Finalistă (2): 1959; 1982
 Semifinale (1): 1993

### Ungaria
Nemzeti Bajnokság II: (6) - prezențe 
- Sezoane:1941; 1942; 1943;  1944; 1945; 1946.

 Campioană (1): 1945
 Vicecampioană (3):1941; 1943; 1944
 Cupa Ungariei: (6) - prezențe
- Sezoane: 1941;  1942;  1943;  1944;  1945; 1946.
- Șaisprezecimi (3): 1941, 1942, 1943
- Optimi (1): 1944

## CompetițiiUEFA
Cupa Cupelor : (1) - prezență
- 15.09.1982 în prima manșă din Cupa Cupelor, disputată la Baia Mare, pe " Stadionul 23 August" în fața a 25.000 de spectatori FC Baia Mare 0 - 0 Real Madrid.
- Echipa Fotbal Club Baia Mare  a înscris un gol perfect valabil prin Alexandru Koller, însă arbitrul Franz Woeher (Austria) la anulat.
- Pe final de meci, echipa Fotbal Club Baia Mare a avut și o bară, tot prin Alexandru Koller.
- 29.09.1982 în returul jucat la Madrid, pe stadionul "Santiago Bernabeu" în fața a 45.000 de spectatori Real Madrid 5 - 2 FC Baia Mare.
- Echipa Fotbal Club Baia Mare a reușit să deschidă prima scorul pe "Stadionul Santiago Bernabeu" în min 12 prin Alexandru Koller, iar în min 89 marchează și Viorel Buzgau.

| Sezonul   | Echipa       | Scor  | Echipa       | Oraș      | Stadion           | Spectatori |
| 1982-1983 | FC Baia Mare | 0 - 0 | Real Madrid  | Baia Mare | 23 August         | 25.000     |
| 1982-1983 | Real Madrid  | 5 - 2 | FC Baia Mare | Madrid    | Santiago Bernabeu | 45.000     |

## Meciuri Amicale Internaționale
- 21.06.1931 Fotbal Club Baia Mare 1 - 4 Debreceni VSC 
- 1934 Fotbal Club Baia Mare 1 - 0 SC Hakoah Viena 
- 09.08.1953 Fotbal Club Baia Mare 4 - 4  Sturm Polten
- 1956 Fotbal Club Baia Mare 5 - 0  Voros Meteor Mateszalk
- 26.08.1982  Fotbal Club Baia Mare 3 - 1 AC Fiorentina

### Meci amical
- 01.08.1978 Fotbal Club Baia Mare 3 - 1 România

## Statistică
Statistica echipei Fotbal Club Baia Mare.
| Competiții              | Sezoane | Meciuri | Victorii | Egaluri | Înfrângeri | Goluri Marcate | Goluri Primite | Puncte |
| ----------------------- | ------- | ------- | -------- | ------- | ---------- | -------------- | -------------- | ------ |
| Campionatul Districtual | 15      | 26      | 10       | 6       | 10         | 26             | 31             | 26     |
| Cupa României           | 69      | 90      | 47       | 8       | 37         | 170            | 129            | 152    |
| Cupa Cupelor            | 1       | 2       | 0        | 1       | 1          | 2              | 5              | 1      |
| Liga I                  | 10      | 292     | 109      | 46      | 137        | 363            | 476            | 270    |
| Liga II                 | 53      | 1592    | 770      | 294     | 528        | 2690           | 1885           | 1964   |
| Liga III                | 6       | 170     | 113      | 30      | 27         | 354            | 122            | 346    |
| Liga a IV-a             |         |         |          |         |            |                |                |        |

Statistica echipei Fotbal Club Baia Mare în România.
| Sezonul Competițional | Eșalonul Competițional | Poziția       | Locul | Puncte | Cupa României            | Competiții UEFA |
| --------------------- | ---------------------- | ------------- | ----- | ------ | ------------------------ | --------------- |
| 1920 - 1921           | Campionat Regional     |               |       |        |                          |                 |
| 1921 - 1922           | Campionat Regional     |               |       |        |                          |                 |
| 1922 - 1923           | Campionat Regional     |               |       |        |                          |                 |
| 1923 - 1924           | Campionat Regional     |               |       |        |                          |                 |
| 1924 - 1925           | Campionat Regional     |               |       |        |                          |                 |
| 1925 - 1926           | Campionat Regional     |               |       |        |                          |                 |
| 1926 - 1927           | Campionat Regional     |               |       |        |                          |                 |
| 1927 - 1928           | Campionat Regional     |               |       |        |                          |                 |
| 1928 - 1929           | Campionat Regional     |               |       |        |                          |                 |
| 1929 - 1930           | Campionat Regional     |               |       |        |                          |                 |
| 1930 - 1931           | Campionat Regional     |               | 6     | 9      |                          |                 |
| 1931 - 1932           | Campionat Regional     |               | 8     | 7      |                          |                 |
| 1932 - 1933           | Campionat Regional     |               |       |        |                          |                 |
| 1933 - 1934           | Campionat Regional     | Campioană     | 1     |        | 17.05.1934 Sferturi      |                 |
| 1934 - 1935           | Divizia B              | Campioană     | 1     | 28     | 07.04.1935 Optimi        |                 |
| 1935 - 1936           | Divizia B              | Campioană     | 1     | 25     | 05.04.1936 Optimi        |                 |
| 1936 - 1937           | Divizia B              | Campioană     | 1     | 36     | 21.03.1937 Șaisprezecimi |                 |
| 1937 - 1938           | Divizia A              |               | 5     | 20     | 30.03.1938 Optimi        |                 |
| 1938 - 1939           | Divizia A              |               | 5     | 21     | 02.04.1939 Sferturi      |                 |
| 1939 - 1940           | Divizia A              |               | 6     | 22     | 16.03.1940 Sferturi      |                 |
| 1945 - 1946           | Campionat Districtual  | Campioană     | 1     |        |                          |                 |
| 1946 - 1947           | Divizia B              |               | 3     | 34     |                          |                 |
| 1947 - 1948           | Divizia B              | Campioană     | 1     | 42     |                          |                 |
| 1948 - 1949           | Divizia B              |               | 3     | 34     |                          |                 |
| 1949 - 1950           | Divizia B              |               | 6     | 21     | 02.07.1950 Șaisprezecimi |                 |
| 1950 - 1951           | Divizia B              |               | 4     | 25     |                          |                 |
| 1951 - 1952           | Divizia B              |               | 4     | 21     |                          |                 |
| 1952 - 1953           | Divizia B              |               | 13    | 22     | 10.09.1953 Șaisprezecimi |                 |
| 1953 - 1954           | Divizia B              |               | 4     | 28     |                          |                 |
| 1954 - 1955           | Divizia B              |               | 11    | 21     | 15.10.1955 Șaisprezecimi |                 |
| 1955 - 1956           | Divizia C              | Campioană     | 1     | 35     |                          |                 |
| 1956 - 1957           | Divizia B              |               | 5     | 12     |                          |                 |
| 1957 - 1958           | Divizia B              |               | 4     | 31     |                          |                 |
| 1958 - 1959           | Divizia B              |               | 9     | 26     | 14.06.1959 Finalistă     |                 |
| 1959 - 1960           | Divizia B              | Vicecampioană | 2     | 36     |                          |                 |
| 1960 - 1961           | Divizia B              | Vicecampioană | 2     | 34     |                          |                 |
| 1961 - 1962           | Divizia B              |               | 6     | 29     | 20.05.1962 Optimi        |                 |
| 1962 - 1963           | Divizia B              |               | 3     | 29     | 04.07.1963 Sferturi      |                 |
| 1963 - 1964           | Divizia B              | Campioană     | 1     | 36     | 04.06.1964 Optimi        |                 |
| 1964 - 1965           | Divizia A              |               | 13    | 21     | 17.03.1965 Optimi        |                 |
| 1965 - 1966           | Divizia B              | Vicecampioană | 2     | 35     | 13.03.1966 Șaisprezecimi |                 |
| 1966 - 1967           | Divizia B              | Vicecampioană | 2     | 35     | 03.05.1967 Sferturi      |                 |
| 1967 - 1968           | Divizia B              |               | 4     | 27     | 03.03.1968 Șaisprezecimi |                 |
| 1968 - 1969           | Divizia B              |               | 13    | 26     | 05.03.1969 Șaisprezecimi |                 |
| 1969 - 1970           | Divizia B              |               | 3     | 36     |                          |                 |
| 1970 - 1971           | Divizia B              |               | 10    | 27     |                          |                 |
| 1971 - 1972           | Divizia B              | Vicecampioană | 2     | 32     | 09.03.1972 Șaisprezecimi |                 |
| 1972 - 1973           | Divizia B              |               | 4     | 32     |                          |                 |
| 1973 - 1974           | Divizia B              |               | 5     | 35     | 05.12.1973 Optimi        |                 |
| 1974 - 1975           | Divizia B              |               | 3     | 41     |                          |                 |
| 1975 - 1976           | Divizia B              |               | 3     | 39     | 16.06.1976 Optimi        |                 |
| 1976 - 1977           | Divizia B              |               | 3     | 36     |                          |                 |
| 1977 - 1978           | Divizia B              | Campioană     | 1     | 51     |                          |                 |
| 1978 - 1979           | Divizia A              |               | 5     | 38     | 28.03.1979 Șaisprezecimi |                 |
| 1979 - 1980           | Divizia A              |               | 4     | 39     | 09.12.1979 Șaisprezecimi |                 |
| 1980 - 1981           | Divizia A              |               | 17    | 26     | 26.11.1980 Șaisprezecimi |                 |
| 1981 - 1982           | Divizia B              | Vicecampioană | 2     | 41     | 20.06.1982 Finalistă     |                 |
| 1982 - 1983           | Divizia B              | Campioană     | 1     | 47     |                          | Cupa Cupelor    |
| 1983 - 1984           | Divizia A              |               | 15    | 30     | 07.12.1983 Șaisprezecimi |                 |
| 1984 - 1985           | Divizia A              |               | 17    | 26     | 07.12.1984 Șaisprezecimi |                 |
| 1985 - 1986           | Divizia B              | Vicecampioană | 2     | 48     |                          |                 |
| 1986 - 1987           | Divizia B              | Vicecampioană | 2     | 46     |                          |                 |
| 1987 - 1988           | Divizia B              |               | 4     | 36     | 10.04.1988 Optimi        |                 |
| 1988 - 1989           | Divizia B              |               | 6     | 36     |                          |                 |
| 1989 - 1990           | Divizia B              |               | 3     | 39     |                          |                 |
| 1990 - 1991           | Divizia B              |               | 4     | 40     |                          |                 |
| 1991 - 1992           | Divizia B              | Vicecampioană | 2     | 50     |                          |                 |
| 1992 - 1993           | Divizia B              |               | 6     | 35     | 19.05.1993 Semifinale    |                 |
| 1993 - 1994           | Divizia B              | Campioană     | 1     | 56     |                          |                 |
| 1994 - 1995           | Divizia A              |               | 17    | 27     | 12.04.1995 Sferturi      |                 |
| 1995 - 1996           | Divizia B              |               | 13    | 45     |                          |                 |
| 1996 - 1997           | Divizia B              |               | 14    | 43     |                          |                 |
| 1997 - 1998           | Divizia B              |               | 3     | 60     | 12.11.1997 Șaisprezecimi |                 |
| 1998 - 1999           | Divizia B              |               | 17    | 39     |                          |                 |
| 1999 - 2000           | Divizia C              | Campioană     | 1     | 72     |                          |                 |
| 2000 - 2001           | Divizia B              | Vicecampioană | 2     | 59     | 08.11.2000 Optimi        |                 |
| 2001 - 2002           | Divizia B              | Vicecampioană | 2     | 63     |                          |                 |
| 2002 - 2003           | Divizia B              |               | 14    | 26     | 06.11.2002 Șaisprezecimi |                 |
| 2003 - 2004           | Divizia B              |               | 15    | 15     |                          |                 |
| 2004 - 2005           | Divizia C              |               | 9     | 35     |                          |                 |
| 2005 - 2006           | Divizia C              | Campioană     | 1     | 58     |                          |                 |
| 2006 - 2007           | Liga II                |               | 16    | 35     | 03.10.2006 Turul VI      |                 |
| 2007 - 2008           | Liga III               |               | 3     | 64     | 25.09.2007 Șaisprezecimi |                 |
| 2008 - 2009           | Liga III               | Campioană     | 1     | 82     | Turul III                |                 |
| 2009 - 2010           | Liga II                |               | 8     | 44     | 25.08.2009 Turul IV      |                 |
| 2025 - 2026           | Liga IV                |               |       |        |                          |                 |

Statistica echipei Fotbal Club Baia Mare în Ungaria.
| Competiții                       | Sezoane | Meciuri | Victorii | Egaluri | Înfrângeri | Goluri Marcate | Goluri Primite | Puncte |
| -------------------------------- | ------- | ------- | -------- | ------- | ---------- | -------------- | -------------- | ------ |
| Campionatul Regional Districtual | 24      |         |          |         |            |                |                |        |
| Nemzeti Bajnokság II             | 6       | 84      | 46       | 16      | 22         | 208            | 131            | 108    |
| Cupa Ungariei                    | 6       | 12      | 8        | 0       | 4          | 29             | 20             | 16     |

| Sezonul Competițional | Eșalonul Competițional           | Poziția       | Locul | Puncte | Cupa Ungariei |
| --------------------- | -------------------------------- | ------------- | ----- | ------ | ------------- |
| 1896 - 1920           | Campionatul Regional Districtual |               |       |        |               |
| 1940 - 1941           | Nemzeti Bajnokság II             | Vicecampioană | 2     | 16     | Șaisprezecimi |
| 1941 - 1942           | Nemzeti Bajnokság II             |               | 4     | 31     | Șaisprezecimi |
| 1942 - 1943           | Nemzeti Bajnokság II             | Vicecampioană | 2     | 23     | Șaisprezecimi |
| 1943 - 1944           | Nemzeti Bajnokság II             | Vicecampioană | 2     | 33     | Optimii       |
| 1944 - 1945           | Nemzeti Bajnokság II             | Campioană     | 1     | 3      |               |
| 1945 - 1946           | Nemzeti Bajnokság II             |               |       |        |               |

## Jucători renumiți
Următorii jucători care au jucat pentru Fotbal Club Baia Mare și pentru echipele naționale.
- Necula Răducanu - 61 - de selecții pentru România, inclusiv la Campionatul Mondial de Fotbal 1970. A mai jucat pentru Rapid București și CSA Steaua București și FC Baia Mare
- Zoltan Crișan - 46 - de selecții pentru România. A jucat pentru FC Baia Mare și Universitatea Craiova.
- Vasile Gergely - 36 - de selecții pentru România, inclusiv la Campionatul Mondial de Fotbal 1970. A  jucat pentru FC Baia Mare, Dinamo București Hertha BSC Berlin și Durban City.
- Vasile Zavoda - 20 - de selecții pentru România. A  jucat pentru FC Baia Mare, CSA Steaua București.
- Mircea Sasu - 9 - selecții pentru România. A jucat pentru FC Baia Mare, UTA Arad, Dinamo București și Fenerbahçe SK.
- Vasile Miriuță -  9 - selecții pentru Ungaria. A jucat pentru FC Baia Mare, Dinamo București, Ferencvárosi TC, Energie Cottbus și MSV Duisburg.
- Francisc Zavoda - 8 - selecții pentru România. A  jucat pentru FC Baia Mare, CSA Steaua București.
- Adalbert Rozsnyai - 8 - selecții pentru România. A  jucat pentru FC Baia Mare, Jiul Petroșani,Dinamo București.
- Marius Bilașco - 5 - selecții pentru România. A  jucat pentru FC Baia Mare, FC Argeș, Unirea Urziceni, CSA Steaua București.
- Aurel Coman - 7 - selecții pentru România. A  jucat pentru FC Baia Mare, U Cluj, Minerul Cavnic.
- Alexandru Koller - 5 - selecții pentru România. A mai jucat pentru FC Baia Mare.
- Ioan Tătăran - 4 - selecții pentru România. A  jucat pentru FC Baia Mare, CSA Steaua București, Gloria Bistrița și Farul Constanța.
- Alexandru Terheș - 3 - selecții pentru România. A  jucat pentru FC Baia Mare, Sportul Studențesc București.
- Marin Sabău - 3 - selecții pentru România. A  jucat pentru FC Baia Mare.
- Claudiu Bumba -  3 - selecții pentru România. A  jucat pentru FC Baia Mare, ASA Târgu Mureș, Hapoel Tel Aviv, Kisvárda.
- Iuliu Prassler - 2 - selecții pentru România, inclusiv la Campionatul Mondial de Fotbal din 1938. A jucat pentru FC Baia Mare, AMEF Arad, Juventus București.
- Romulus Buia - 2 - selecții pentru România. A  jucat pentru FC Baia Mare, Germinal Ekeren, Universitatea Craiova și Dinamo București.
- Francisc Fabian - 1 - selecție pentru România. A  jucat pentru FC Baia Mare, Mociornița București,  Olympia București,Ripensia Timișoara.
- Leontin Grozavu - 1 - selecție pentru România. A  jucat pentru FC Baia Mare, Dinamo București și FC Saarbrücken.
- Lucian Bălan - 1 - selecție pentru România.   A  jucat pentru FC Baia Mare, Beerschot AC, CSA Steaua București și Real Murcia. Cu  CSA Steaua București  a câștigat Cupei Campionilor Europeni, Supercupa Europei , și a fost finalist în Cupa Intercontinentală .
- Anton Weissenbacher - 1 - selecție pentru România.   A  jucat pentru FC Baia Mare, CSA Steaua București, Bihor Oradea și SV Eintracht Trier 05. Cu  CSA Steaua București  a câștigat Cupei Campionilor Europeni, Supercupa Europei , și a fost finalist în Cupa Intercontinentală .
- Florin Halagian - a fost selecționerul - interimar    România. A jucat pentru Dinamo București,  FC Argeș,  FC Baia Mare,  Sportul Studențesc București. Ca antrenor a câștigat  Divizia A cu FC Argeș,  Dinamo București.   A avut  o contribuție importantă la construirea echipei CSA Steaua București,care a câștigat Cupa Campionilor Europeni.
- Radu Pamfil - component al generației de aur al echipei FC Baia Mare. A jucat  pentru FC Baia Mare și Dinamo București.
- Gheorghe Molnar - component al generației de aur al echipei FC Baia Mare. A jucat  pentru FC Baia Mare.
- Zoltan Illeș - component al generației de aur al echipei FC Baia Mare. A jucat  pentru FC Baia Mare.
- Zoltan Toth - fost internațional și component al generației de aur al echipei FC Baia Mare. A jucat  pentru FC Baia Mare.
- Vasile Bran -  A jucat  pentru FC Baia Mare.
- Ioan Condruc - căpitanul din perioada de aur al echipei FC Baia Mare. A jucat  pentru FC Baia Mare și UTA Arad.

## Antrenori
Foști antrenori a echipei Fotbal Club Baia Mare
- Gyula Bíró (1930–1931)
- Constantin Woronkowski (1959)
- Ștefan Onisie (1964–1965)
- Andrei Sepci (1967–1968)
- Florin Halagian (1973–1974)
- Viorel Mateianu (1976–1981)
- Paul Popescu (1981-1984)
- Nicolae Szabo (1981-1984)
- Constantin Frățilă (1984–1985)
- Ștefan Coidum (1992–1994)
- Lucian Bălan (1994)
- Ioan Sdrobiș (1995)
- Marcel Coraș (1997)
- Gheorghe Staicu (1998–1998)
- Ion Nunweiller (1998–1999)
- Costel Orac  (2000–2002)
- Leontin Grozavu (2007)
- Florin Fabian  (2008–2010)
- Ciprian Danciu (2010)